# Zidurile Constantinopolului
Zidurile Constantinopolului reprezintă o serie de ziduri defensive din piatră care au înconjurat și au apărat orașul Constantinopol (astăzi Istanbul în Turcia) de la fondarea sa ca noua capitală a Imperiului Roman de către Constantin cel Mare. Cu numeroase adăugiri și modificări de-a lungul timpului, aceste ziduri au format ultimul mare sistem de fortificație din antichitate și unul dintre cele mai complexe și elaborate sisteme construite vreodată.
Construite inițial de către împăratul Constantin cel Mare, zidurile au înconjurat noul oraș din toate părțile, protejându-l împotriva atacurilor atât de pe mare, cât și de pe uscat. Pe măsură ce orașul a crescut, faimoasa linie dublă a zidurilor teodosiene a fost construită în secolul al V-lea. Deși celelalte secțiuni ale zidurilor erau mai puțin elaborate, atunci când erau bine echipate, erau aproape de nepătruns pentru orice asediu medieval. Au salvat orașul și totodată Imperiul Bizantin, în timpul asediilor realizate de către coaliția de avari, slavi și perși sasanizi, de arabi, rusi sau bulgari, printre altele. Apariția tunurilor de asediu cu praf de pușcă a făcut ca fortificațiile să devină vulnerabile, dar tehnologia inițială a tunurilor nu a fost suficient de avansată pentru a cuceri orașul în sine, iar zidurile puteau fi reparate în pauza de reîncărcare. În cele din urmă, orașul a căzut sub greutatea mare a numărului de forțe otomane la 29 mai 1453, după un asediu care a durat șase săptămâni.
Zidurile au fost în mare parte menținute intacte în cea mai mare parte a istoriei otomane până când secțiunile au început să fie demontate în secolul al XIX-lea, pe măsură ce orașul a depășit limitele sale medievale. În ciuda lipsei de întreținere, multe părți ale zidurilor au supraviețuit și se găsesc și astăzi în picioare. Un program de restaurare la scară largă a început din anii 1980.

## Zidurile terestre

### Zidurile Bizanțului grec și roman
Conform tradiției, orașul a fost fondat ca Bizanțiu de coloniștii greci din Megara, conduși de omonimul Byzas⁠(d), fiul regelui mitologic Nisos⁠(d), în jurul anului 657 î.Hr. În acea perioadă, orașul era format doar dintr-o mică regiune în jurul unei acropole situată pe dealul cel mai estic (corespunzător locului modern al Palatului Topkapı). Conform Patria Constantinopolului (în greacă: Πάτρια Κωνσταντινουπόλεως), o colecție de lucrări istorice bizantine târzii, Bizanțul antic era înconjurat de un mic zid care începea de la marginea de nord a acropolei, se extindea spre vest până la Turnul Eugenios, apoi mergea spre sud și vest spre Strategion și Băile lui Ahile, continuând spre sud, până în zona cunoscută în epoca bizantină sub denumirea de Chalkoprateia, și apoi se întorcea, în zona Hagia Sofia, într-o buclă spre nord-est, apoi traversa regiunile cunoscute sub numele Topoi și Arcadianae și ajungea la mare în ultimul cartier, Mangana. Acest zid a fost protejat de 27 de turnuri și avea cel puțin două porți spre uscat, una care a supraviețuit pentru a deveni cunoscută sub numele de Arca lui Urbicius și una în care a fost construit ulterior monumentul Milion. În zona mării, peretele era mult mai jos. Deși autorul Patriei afirmă că acest zid datează din timpul lui Byzas, cercetătorul francez Raymond Janin⁠(d) consideră că este mai probabil ca zidul să fi fost ridicat după ce orașul a fost reconstruit de generalul spartan Pausanias, care a cucerit orașul în 479 î.Hr. Se știe că acest zid a fost reparat, folosind pietre funerare, sub conducerea unui anume Leon în 340 î.Hr., împotriva unui atac al lui Filip al II-lea al Macedoniei.
Bizanțul a fost relativ lipsit de importanță în perioada romană timpurie. Contemporanii l-au descris ca fiind bogat, bine populat și bine întărit, dar această bogăție s-a terminat datorită sprijinului pe care l-a acordat lui Pescennius Niger (împărat roman în 193–194) în războiul său împotriva lui Septimius Sever (domnie 193–211). Potrivit relatării lui Dio Cassius (Istoria romană, 75.10-14), orașul a rezistat forțelor lui Severus timp de trei ani, până în 196, iar locuitorii săi au aruncat chiar și cu statui din bronz asupra asediatorilor când au rămas fără alte proiectile. Severus a pedepsit dur orașul: zidurile puternice au fost demolate și orașul a fost privat de drepturile sale civice, fiind transformat într-un simplu sat dependent de Heraclea Perinthus. Cu toate acestea, apreciind importanța strategică a orașului, Severus l-a reconstruit în cele din urmă și l-a înzestrat cu numeroase monumente, inclusiv un hipodrom și băile lui Zeuxippus, precum și ziduri noi, situate la aproximativ 300-400 m la vest de cele vechi. Se cunosc puține despre Zidul lui Sever, cu excepția unei scurte descrieri a lui Zosimos (Noua Istorie, II.30.2–4) și că poarta sa principală era situată la capătul unui bulevard cu porticuri (prima parte a drumului Via Mesa ulterior) și cu puțin înainte de intrarea în Forumul lui Constantin de mai târziu. Zidul pare să fi fost extins din apropierea podului modern Galata din cartierul Eminönü⁠(d) spre sud, pe lângă moscheea Nuruosmaniye, pentru a se curba în jurul zidului sudic al Hipodromului și apoi continua spre nord-est pentru a se întâlni cu vechile ziduri de lângă Bosfor. Patria menționează, de asemenea, existența unui alt zid în timpul asediului Bizanțului de către Constantin cel Mare (domnie 306–337) în timpul conflictului acestuia din urmă cu Licinius (domnie 308–324), în 324. Textul menționează că un zid (Proteichisma⁠(d)) se întindea până în apropierea Philadefionului, piața situată în mijlocul orașului lui Constantin de mai târziu, sugerând extinderea orașului dincolo de Zidul lui Sever în aceea perioadă.

### Zidurile lui Constantin
La fel ca Severus înaintea lui, Constantin a început să pedepsească orașul pentru că a fost de partea rivalului său pe care l-a învins, dar curând și-a dat și el seama de avantajele locului în care se afla Bizanțul. În perioada 324–336, orașul a fost complet reconstruit și a fost inaugurat la 11 mai 330 sub denumirea de „Noua Romă” sau „A doua Romă”. În cele din urmă, orașul a fost denumit din ce în ce mai frecvent Constantinopol, „Orașul lui Constantin”, ca o dedicație a fondatorului său (în greacă: Κωνσταντινούπολις, Konstantinoupolis). Noua Romă a fost protejată de un nou zid de aproximativ 2,8 km lungime (15 stadii) construit la vest de zidul lui Sever. Fortificația lui Constantin a fost formată dintr-un singur zid, întărit cu turnuri la distanțe regulate, zid care a început să fie construit în 324 și a fost finalizat în timpul domniei fiului său, Constanțiu al II-lea (domnie 337-361). Se știe doar cursul aproximativ al zidului: începea din locul unde se află acum Biserica Sf. Antoniu din Cornul de Aur, lângă podul modern Atatürk, continua spre sud-vest și apoi spre sud, trecea la est pe lângă marile rezervoare de apă în aer liber ale lui Mocius și Aspar și zidul se termina lângă Biserica Theotokos din Rhabdos de pe coasta Propontis, undeva între porțile maritime ale Sf. Aemilianus și Psamathos.
Deja la începutul secolului al V-lea, orașul Constantinopol s-a extins în afara Zidului lui Constantin în zona exterioară cunoscută sub numele de Exokionion sau Exakionion⁠(d). Zidul a supraviețuit în cea mai mare parte a perioadei bizantine, chiar dacă a fost înlocuit de zidurile teodosiene ca apărare principală a orașului. Un pasaj ambiguu se referă la pagube extinse aduse „zidului interior” al orașului de un cutremur din 25 septembrie 478, care se referă probabil la zidul lui Constantin, iar Teofan Mărturisitorul descrie alte daune provocate de un cutremur din 557. Se pare că părți mari au supraviețuit relativ intacte până în secolul al IX-lea: istoricul secolului al XI-lea Ghiorghios Kedrenos a consemnat că „zidul de la Exokionion”, probabil o porțiune a zidului lui Constantin, s-a prăbușit într-un cutremur din 867. Doar urmele zidului par să fi supraviețuit în epocile ulterioare, deși Van Millingen⁠(d) afirmă că unele părți au supraviețuit în regiunea İsakapı până la începutul secolului al XIX-lea. Construcția recentă a Centrului de Transfer Yenikapı a dezvăluit o secțiune din fundația zidului lui Constantin.

#### Porți
Numele câtorva porți ale Zidului lui Constantin au supraviețuit, dar cercetătorii dezbat încă identitatea și locul exact al acestora.
Vechea Poartă de Aur (în latină Porta Aurea, greacă veche Χρυσεία Πύλη), cunoscută și sub numele de Poarta Xerolophos și Poarta lui Saturn, este menționată în Notitia Urbis Constantinopolitanae⁠(d), care afirmă că însuși zidul orașului în regiunea din jurul său a fost „decorat cu ornamente”. Poarta se afla undeva pe versanții sudici ai celui de-al Șaptelea Deal. Construcția sa este adesea atribuită lui Constantin, dar în realitate are o vârstă incertă. A supraviețuit până în secolul al XIV-lea, când savantul bizantin Manuel Chrysoloras a descris-o ca fiind construită din „blocuri mari din marmură cu o deschidere înaltă” și încununată cu un fel de stoa. În perioada bizantină târzie, un tablou al Răstignirii ar fi fost așezat pe poartă, ceea ce ar fi dus la denumirea ulterioară a acestuia, İsakapı („Poarta lui Iisus”). A fost distrusă de un cutremur în 1509, dar locul său aproximativ este cunoscută prin prezența moscheii İsakapı Mescidi din apropiere. 
Identitatea și locul Porții lui At[t]alos (Πόρτα Ἀτ[τ]άλου, Porta At [t] alou) sunt neclare. Cyril Mango o identifică cu Vechea Poartă de Aur; van Millingen o plasează pe Dealul al Șaptelea, la o înălțime care corespunde probabil uneia dintre porțile ulterioare ale Zidului Teodosian din acea zonă, iar Raymond Janin o plasează mai la nord, peste râul Lycus și aproape de punctul în care râul a trecut pe sub zid. În secolele anterioare, a fost decorată cu multe statui, inclusiv una a lui Constantin, care a căzut în cutremurul din 740.
Singura poartă al cărei loc este cunoscut cu certitudine, în afară de Vechea Poartă de Aur, este Poarta Sfântului Aemilianus (Πόρτα τοῦ ἁγίου Αἰμιλιανοῦ, Porta tou hagiou Aimilianou), numită în turcă Davutpașa Kapısı. Se întindea de la confluența cu zidurile mării și a servit pentru comunicare cu coasta. Potrivit Chronicon Paschale⁠(d), Biserica Sf. Maria din Rhabdos, unde a fost păstrat toiagul lui Moise, se afla lângă această poartă.
Vechea Poartă Prodromos (în Παλαιὰ Πόρτα τοῦ Προδρόμου, Palaia Porta tou Prodromou), numită după Biserica Sf. Ioan Botezătorul din apropiere (numită Prodromos, „Înaintemergătorul”, în greacă), este un alt caz neclar. Van Millingen o identifică cu Vechea Poartă de Aur, în timp ce Janin consideră că a fost situată pe versantul nordic al Dealului al Șaptelea.
Ultima poartă cunoscută este Poarta Melantias (Πόρτα τῆς Μελαντιάδος, Porta tēs Melantiados), al cărei loc exact este, de asemenea, dezbătut. Van Millingen a considerat-o a fi o poartă a Zidului Teodosian (Poarta Pege), în timp ce, mai recent, Janin și Mango au respins acest lucru, sugerând că acesta a fost situată pe Zidul lui Constantin. În timp ce Mango o identifică cu Poarta Prodromos, Janin consideră că numele a fost o corupție a cartierului ta Meltiadou și plasează poarta la vest de rezervorul de apă al lui Mocius. Alți autori au identificat-o cu Poarta Adrianopol (A. M. Schneider) sau cu Poarta Rhesios (A .J. Mordtmann).

### Zidurile teodosiene

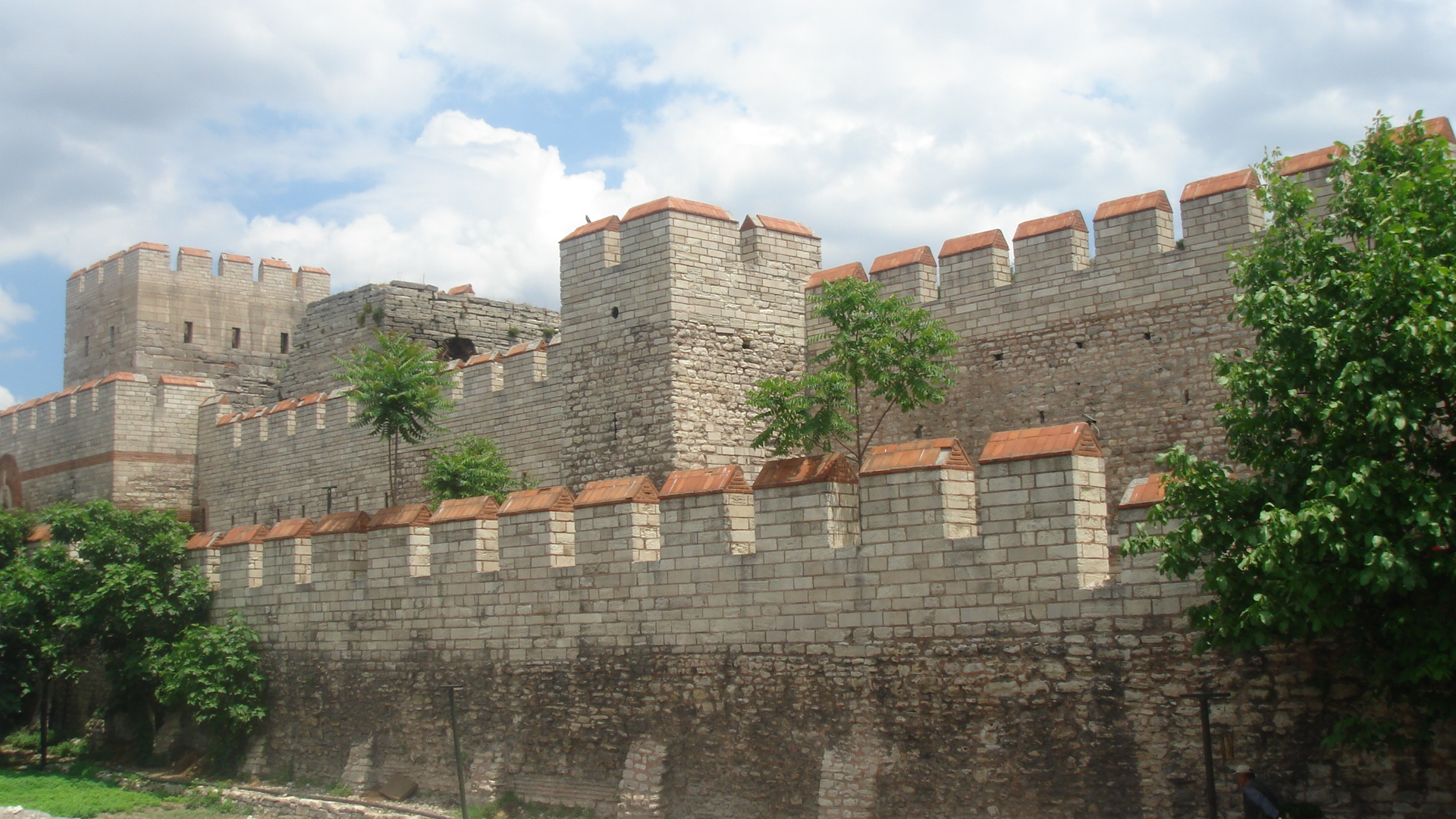
Secțiunea restaurată a Zidurilor Teodosiene la Poarta Selymbria. Zidul exterior și peretele șanțului sunt vizibile, cu un turn al Zidului interior în fundal.

Zidurile duble teodosiene (în greacă τεῖχος Θεοδοσιακόν, teichos Theodosiakon), aflate la  2 km vest de vechiul zid al lui Constantin, au fost ridicate în timpul împăratului Teodosiu al II-lea (domnie 402–450), căruia îi poartă numele. Construcția a fost realizată în două etape, prima etapă a avut loc în timpul minorității lui Teodosiu sub conducerea lui Anthemius, prefectul pretorian al Orientului și a fost finalizată în 413 conform unei legi din Codexul Teodosian. Cu toate acestea, o inscripție descoperită în 1993 precizează că lucrarea a durat nouă ani, ceea ce înseamnă că proiectul a început deja în cca. 404/405, în timpul domniei împăratului Arcadius (domnie 383–408). Inițial, această construcție a fost formată doar dintr-un singur zid cu turnuri, ceea ce a format ulterior circuitul interior al zidurilor teodosiene.
Atât zidurile constantiniene, cât și zidurile teodosiene originale au fost grav avariate în două cutremure, la 25 septembrie 437 și la 6 noiembrie 447. Acesta din urmă a fost deosebit de puternic și a distrus părți mari ale zidului, inclusiv 57 de turnuri. Cutremurele ulterioare, inclusiv unul mare în ianuarie 448, au agravat pagubele. Teodosiu al II-lea a ordonat prefectului pretorian Constantin să supravegheze reparațiile, urgența fiind foarte mare deoarece orașul era amenințat de prezența lui Attila Hun în Balcani. A pus la lucru populația liberă a orașului, iar zidurile au fost restaurate într-un timp record de 60 de zile, potrivit cronicarilor bizantini și a trei inscripții găsite in situ. În prezent, majoritatea cercetătorilor cred că atunci a fost adăugat cel de-al doilea zid exterior, precum și un șanț larg deschis în fața zidurilor, dar validitatea acestei interpretări este discutabilă; zidul exterior a fost probabil o parte integrantă a conceptului original al fortificației.
De-a lungul istoriei lor, zidurile au fost deteriorate de cutremure și inundații ale râului Lycus. Reparații au fost făcute în mai multe ocazii, după cum mărturisesc numeroasele inscripții care comemorează împărații sau slujitorii lor care s-au angajat să le refacă. Răspunderea pentru aceste reparații a revenit unui funcționar cunoscut sub denumirea de Intern sau Conte al zidurilor (în greacă Δομέστικος/Κόμης τῶν τειχέων, Domestikos / Komēs tōn teicheōn), care angaja populația orașului pentru această sarcină. După cucerirea latină din 1204, zidurile s-au dărâmat din ce în ce mai mult, iar statul bizantin reînviat după 1261 nu a avut resurse pentru a le menține, cu excepția perioadelor scurte de amenințare directă.

#### Curs și topografie

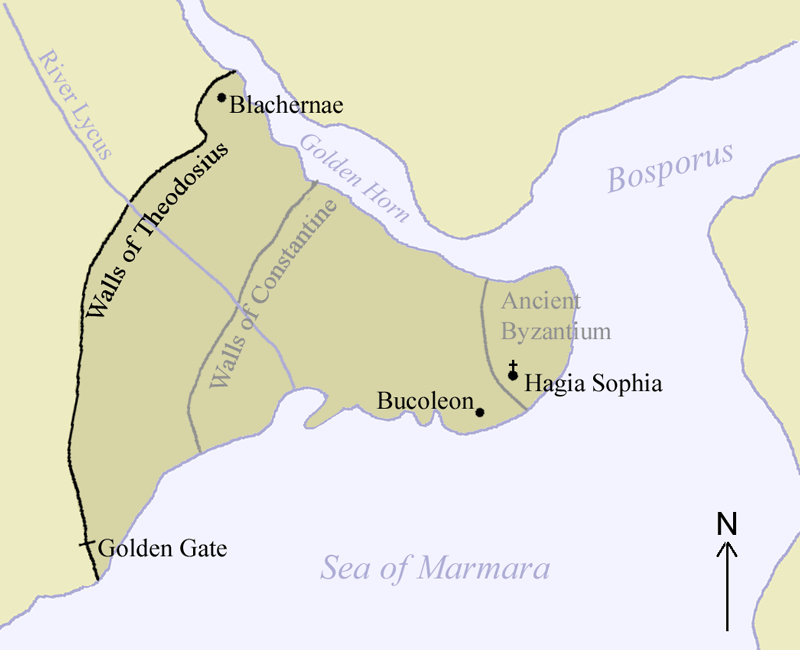
Harta Constantinopolului și zidurile teodosiene

Zidurile teodosiene au fost o serie complexă de ziduri și șanțuri care protejau Constantinopolul de un atac dinspre vest, singura parte a cetății care nu era înconjurată de apă.
În starea lor actuală, zidurile teodosiene se întind pe aproximativ 5,7 km de la sud la nord, de la „Turnul din Marmură” (în turcă Mermer Kule), cunoscut și sub numele de „Turnul lui Vasile și Constantin” (în greacă Pyrgos Basileiou kai Kōnstantinou) de pe coasta Propontis până în zona Palatului Porfirogenitus (în turcă Tekfur Sarayı) din cartierul Blachernae. Zidul exterior și șanțul se termină ceva mai devreme, în dreptul Porții Adrianopol. Secțiunea dintre Blachernae și Cornul de Aur nu a supraviețuit, deoarece linia zidurilor a fost mutată ulterior pentru a apăra suburbia Blachernae, iar cursul său original este imposibil de stabilit, deoarece zidul se află îngropat sub orașul modern.
De la Marea Marmara, zidul se întoarce brusc spre nord-vest, până ajunge la Poarta de Aur, la aproximativ 14 metri deasupra nivelului mării. De acolo și până la Poarta Rhegion, zidul urmează o linie mai mult sau mai puțin dreaptă spre nord, urcând pe al Șaptelea Deal al orașului. De acolo zidul se întoarce brusc spre nord-est, urcând până la Poarta Sf. Romanus, lângă vârful Dealului al Șaptelea la aproximativ 68 de metri deasupra nivelului mării. De acolo zidul coboară în valea râului Lycus, unde atinge punctul cel mai de jos la 35 metri deasupra nivelului mării. Urcând panta Dealului al Șaselea, zidul se ridică apoi până la Poarta lui Charisius sau Poarta Adrianopol, la aproximativ 76 metri înălțime. De la Poarta Adrianopol până la Blachernae, zidurile coboară cu aproximativ 60 de metri. De acolo zidurile din Blachernae se îndreaptă brusc spre vest, ajungând în câmpia de coastă de la Cornul de Aur lângă așa-numita Închisoare a lui Anemas (în turcă: Anemas Zindanları).

#### Construcție

Schema zidurilor teodosiene

Zidurile teodosiene sunt formate dintr-o triplă linie de fortificații: zidul interior principal (μέγα τεῖχος, mega teichos, „marele zid”), separat de zidul exterior inferior (ἔξω τεῖχος, exō teichos sau μικρὸν τεῖχος, mikron teichos, „zid mic”) printr-o terasă, numită peribolos (περίβολος). În spațiul dintre peretele exterior și șanț (σοῦδα , souda) se găsea o terasă exterioară, parateichion (τὸ ἔξω παρατείχιον), în timp ce o fortificație mică se afla pe pantă abruptă estică a șanțului (un fel de parapet). Accesul la ambele terase era posibil prin posterne, mici porți secundare aflate pe laturile turnurilor zidurilor.
Peretele interior este o structură solidă, de 4,5-6 m grosime și 12 m înălțime. Este format din blocuri de calcar tăiate cu atenție, în timp ce interiorul său a fost umplut cu mortar din var și cărămizi zdrobite. Între șapte și unsprezece benzi de cărămidă, aproximativ de 40 cm grosime, traversează structura, nu numai ca formă de decor, ci și pentru a consolida coeziunea structurii prin legarea fațadei de piatră cu mortarul și pentru creșterea rezistenței la cutremure. Zidul a fost întărit cu 96 de turnuri, în principal pătrate, dar și câteva octogonale, trei hexagonale și unul unic pentagonal. Au avut 15-20 m înălțime și 10-12 m lățime și au fost amplasate la distanțe neregulate, în funcție de ascensiunea terenului: intervalele variază între 21 și 77 m, deși majoritatea secțiunilor din perete măsoară între 40 și 60 de metri. Fiecare turn avea o terasă cu creneluri în vârf. Interiorul său era de obicei împărțit de un etaj cu două camere, care nu comunicau între ele. Camera inferioară, care se deschidea prin zidul principal către oraș, era folosită pentru depozitare, în timp ce cea superioară putea fi accesată de pe pasarela zidului și avea ferestre pentru vedere și pentru tragerea proiectilelor. Accesul la zid era asigurat de rampe mari. Etajul inferior poate fi accesată printre peribolos prin posterne mici. În general vorbind, majoritatea turnurilor supraviețuitoare ale zidului principal au fost reconstruite fie în epoca bizantină, fie în cea otomană, și doar fundațiile unora sunt de construcție teodosiană originală. Mai mult, în timp ce până în perioada Comnenilor reconstrucțiile au rămas în mare măsură fidele modelului original, modificările ulterioare au ignorat ferestrele și ambrazurele din cămara superioară și s-au concentrat pe terasa turnului ca singură platformă de luptă.

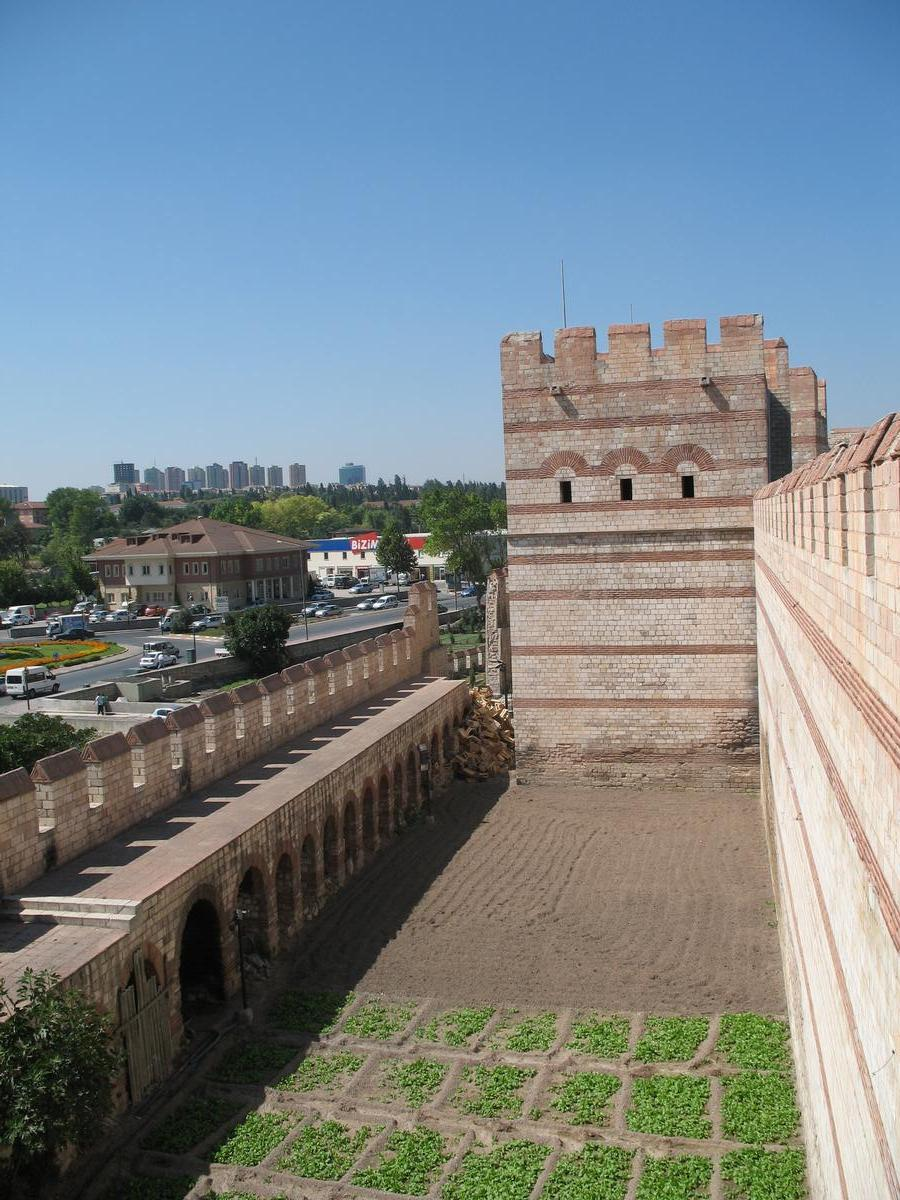
Imagine cu terasa numită peribolos - spațiul dintre pereții interior și exterior.

Peretele exterior a fost gros de 2 metri la baza sa, și prezintă camere arcuite la nivelul peribolosului, încoronate cu o pasarelă cu creneluri, ajungând la o înălțime de 8,5-9 m. Accesul la zidul exterior din oraș era asigurat fie prin porțile principale, fie prin poterne mici de la baza turnurilor zidului interior. Zidul exterior avea, de asemenea, turnuri, situate aproximativ la jumătatea distanței dintre turnurile zidului interior și acționând ca rol de susținere a acestora. Acestea sunt distanțate la 48-78 m, cu o distanță medie de 50-66 m. Doar 62 dintre turnurile zidului exterior au supraviețuit. Cu puține excepții, ele sunt pătrate sau în formă de, cu 12-14 m înălțime și 4 m lățime. Aveau o cameră cu ferestre la nivelul peribolos-urilor, cu o terasă cu creneluri, în timp ce porțiunile inferioare erau fie solide, fie aveau stâlpi mici, care permiteau accesul pe terasa exterioară. Zidul exterior a fost un edificiu defensiv redutabil în sine: în asediile din 1422 și 1453, bizantinii și aliații lor, fiind prea puțini la număr pentru a ține ambele linii ale zidului, s-au concentrat pe apărarea zidului exterior.
Șanțul a fost situat la o distanță de aproximativ 20 m de peretele exterior. Șanțul în sine avea peste 20 de  m lățime și până la 10 m adâncime, cu un perete crenelat de 1,5 m înălțime pe partea interioară, ca o primă linie de apărare. Pereții transversali traversează șanțul, înclinându-se spre vârf pentru a nu fi folosiți ca poduri. În unele dintre ele s-au descoperit țevi care au transportat apă în oraș din zona de deal până în nordul și vestul orașului. Prin urmare, rolul lor a fost interpretat fie ca apeducte pentru umplerea șanțului fie ca baraje care îl împart în compartimente și care permit reținerea apei prin pereți. Potrivit lui Alexander van Millingen⁠(d), există puține dovezi directe în relatările despre asediile orașului care să sugereze că șanțul a fost vreodată inundat. În secțiunile din nordul Porții Sf. Romanus, văile abrupte ale versanților văii Lycus au făcut problematică întreținerea construcției șanțului; prin urmare, este probabil ca șanțul să se fi terminat la Poarta Sf. Romanus și să fi continuat abia după Poarta Adrianopol.
Cea mai slabă secțiune a zidului a fost așa-numitul Mesoteichion (Μεσοτείχιον, „Zidul de mijloc”). Savanții moderni nu sunt de acord cu privire la întinderea acestei porțiuni a zidului, care a fost definită în mod diferit de la fel de îngustă ca întinderea dintre Poarta Sf. Romanus și a Cincea Poartă Militară (A. M. Schneider) până la fel de largă ca cea de la Poarta Rhegion până la a Cincea Poartă Militară (B. Tsangadas) sau de la Poarta Sf. Romanus la Poarta Adrianopol (A. van Millingen).

#### Porți
Zidul conținea nouă porți principale, care străpungeau atât pereții interiori, cât și pe cei exteriori, și o serie de poterne mai mici. Identificarea exactă a mai multor porți este discutabilă din mai multe motive. Cronicarii bizantini oferă mai multe nume decât numărul real de porți, numele grecești originale au ieșit din uz în mare parte în perioada otomană, iar sursele literare și arheologice oferă informații adesea contradictorii. Doar locul a trei porți, Poarta de Aur, Poarta Rhegion și Poarta lui Charisius, poate fi descoperit direct din dovezile literare.
În nomenclatura tradițională, stabilită de arheologul Philipp Anton Dethier în 1873, porțile se împart în „Porți Publice” și „Porți Militare”, care au alternat pe parcursul zidurilor. Potrivit teoriei lui Dethier, cele publice au primit nume și erau deschise traficului civil și continuau pe deasupra șanțului din zona podurilor, în timp ce porțile militare au fost cunoscute prin numere, limitate la utilizarea militară și duceau doar la secțiunile exterioare ale zidurilor. Astăzi această împărțire este păstrată uneori doar ca o convenție istoriografică. În primul rând, există suficiente motive pentru a se crede că mai multe dintre „porțile militare” au fost folosite și de traficul civil. În plus, un număr dintre ele au nume proprii, iar secvența stabilită de numerotare a acestora, bazată pe corespondența percepută cu numele anumitor cartiere ale orașelor situate între zidurile constantiniene și teodosiene, care au origini numerice, s-a dovedit a fi eronată: de exemplu, Deuteron, „al doilea” cartier, nu era situat în sud-vestul din spatele Porții Deuteron sau „A doua poartă militară”, așa cum era de așteptat, ci în partea de nord-vest a orașului.

##### Prima Poartă Militară
Poarta este o mică poternă, care se află la primul turn al zidurilor terestre, la intersecția cu zidul mării. Are o monogramă a lui Isus Cristos deasupra ei. În epoca otomană târzie a fost cunoscută sub numele de Tabak Kapı.

##### Poarta de Aur

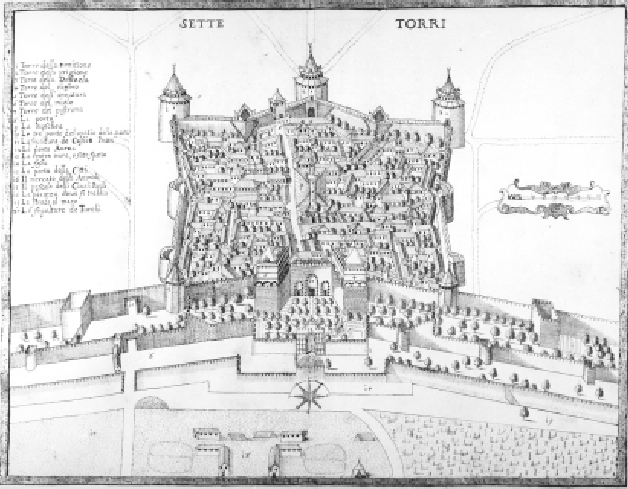
Poarta de Aur și Castelul celor Șapte Turnuri în 1685. Este evidentă așezarea densă din interiorul zidurilor cetății, precum și poarta exterioară încă conservată a Porții de Aur, decorată cu panouri în relief.

Urmând zidurile de la sud la nord, Poarta de Aur (în greacă Χρυσεία Πύλη, Chryseia Pylē; latină Porta Aurea; turcă Altınkapı or Yaldızlıkapı) este prima poartă întâlnită. A fost principala intrare ceremonială în capitală, utilizată în special pentru intrările triumfale ale unui împărat în capitală cu ocazia victoriilor militare sau a altor ocazii de stat, cum ar fi încoronările. În rare ocazii, ca semn de onoare, intrarea prin poartă era permisă vizitatorilor neimperiali: legați papali (în 519 și 868) și, în 710, papei Constantin. Poarta a fost folosită pentru intrări triumfale până în perioada Comnenilor; după aceea, singura astfel de ocazie a fost intrarea lui Mihail al VIII-lea Paleologul în oraș la 15 august 1261, după recucerirea orașului din mâinile latinilor. Odată cu declinul progresiv al averilor militare ale Bizanțului, porțile au fost zidite și reduse în dimensiuni în perioada Paleologilor ulterioară, iar complexul s-a transformat în citadelă și refugiu. Poarta de Aur a fost imitată în alte părți, mai multe orașe numindu-și astfel intrarea principală, de exemplu Salonic (cunoscută și sub numele de Poarta Vardar) sau Antiohia (Poarta Dafnei), precum și Rusia Kieveană, care a construit monumentale „Porți de Aur” la Kiev și Vladimir. Intrarea în Golful San Francisco din California a fost numită în mod similar Golden Gate („Poarta de Aur”) la mijlocul secolului al XIX-lea, într-un omagiu istoric adus Bizanțului.
Data construcției porții este incertă, cercetătorii fiind împărțiți între perioada lui Teodosiu I și a lui Teodosiu al II-lea. Primii cercetători au înclinat spre primul, însă actuala opinie majoritară tinde spre cel din urmă, ceea ce înseamnă că poarta a fost construită ca parte integrantă a zidurilor teodosiene. Dezbaterea a avut loc pe baza unei inscripții în latină cu litere metalice, acum pierdută, care se afla deasupra ușilor și care comemora propria aurire în timpul sărbătoririi înfrângerii unui uzurpator nenumit:
„Haec loca Theudosius decorat post fata tyranni.
aurea saecla gerit qui portam construit auro.”

(în traducere) 
„Teodosiu a împodobit aceste locuri după căderea tiranului. 
 A adus o epocă de aur care a construit Poarta de Aur.”
În mod curios, deși legenda nu a fost prezentată de niciun autor bizantin cunoscut, o investigație a găurilor nituite supraviețuitoare ale acestor literele metalice au confirmat acuratețea inscripției. De asemenea, a arătat că primul rând se afla pe fața vestică a arcului, în timp ce al doilea pe fața estică. Conform opiniilor actuale, aceasta inscripție se referă la uzurpatorul Ioannes (domnie 423-425), în timp ce, conform susținătorilor tradiționali, indică construcția porții ca un arc de triumf de sine stătător în 388-391 pentru a comemora înfrângerea uzurpatorului Magnus Maximus (domnie 383–388) și care a fost încorporată mult mai târziu în zidurile teodosiene.

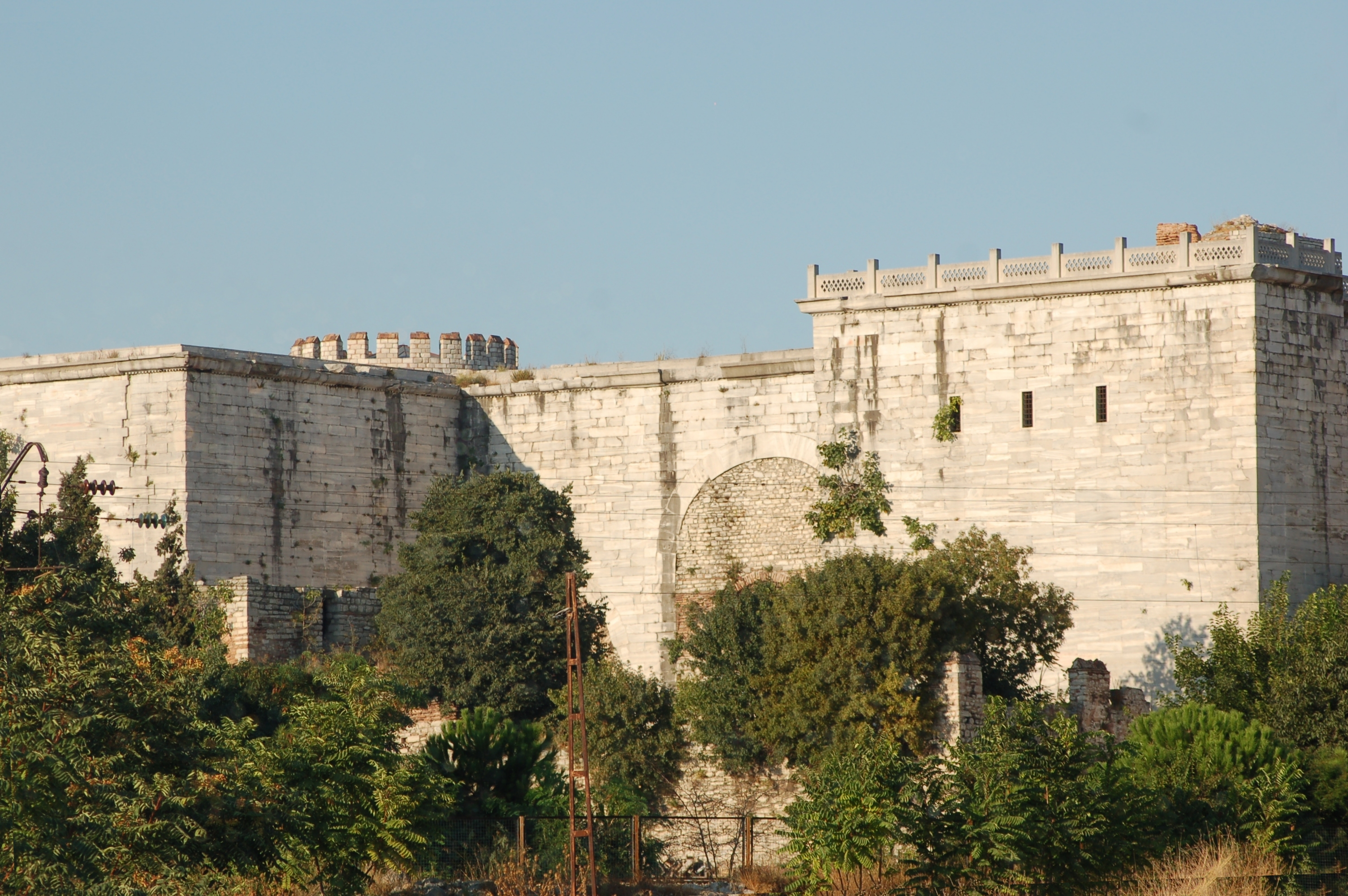
Fotografie modernă a Porții de Aur, care arată cele două turnuri de apărare. Partea superioară a arcului central zidit este de asemenea vizibilă.

Poarta, construită din blocuri mari pătrate din marmură albă lustruită, montate împreună fără ciment, are forma unui arc de triumf cu trei porți arcuite, cea din mijloc fiind mai mare decât celelalte două. Poarta este flancată de turnuri pătrate mari, care formează turnurile 9 și 10 ale zidului interior teodosian. Cu excepția porții centrale, poarta în sine a rămas deschisă traficului zilnic. Structura a fost bogat decorată cu numeroase statui, inclusiv deasupra o statuie a lui Teodosiu I pe o cvadrigă trasă de elefanți, o influență a Porții Triumfale (Porta Triumphalis) din Roma, și care a supraviețuit până a căzut în cutremurul din 740 de la Constantinopol. Alte sculpturi erau o cruce mare, care a căzut într-un cutremur în 561 sau 562; o victoria, care a fost doborâtă în domnia lui Mihail al III-lea Bețivul și o fortuna încoronată a orașului. În 965, Nicefor al II-lea Focas a poruncit montarea porților de bronz capturate din Mopsuestia⁠(d) (în Cilicia) în locul celor originale.

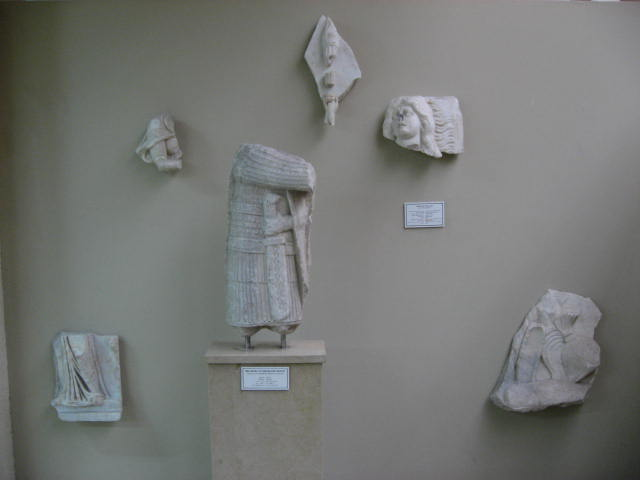
Fragmente supraviețuitoare ale statuilor care au decorat poarta exterioară a complexului Poarta de Aur, Muzeul Arheologic din Istanbul.

Poarta principală în sine a fost acoperită cu un zid exterior, cu o singură poartă mică, care în secolele ulterioare a fost flancată de un ansamblu de reliefuri din marmură refolosită. Conform descrierilor lui Pierre Gilles⁠(d) și ale călătorilor englezi din secolul al XVII-lea, aceste reliefuri au fost aranjate în două straturi și au prezentat scene mitologice, inclusiv Muncile lui Hercule. Aceste reliefuri, pierdute încă din secolul al XVII-lea, cu excepția unor fragmente aflate acum în Muzeul Arheologic din Istanbul, au fost, probabil, montate în secolele al IX-lea sau al X-lea pentru a forma aspectul unei porți de triumf. Potrivit altor descrieri, poarta exterioară a fost, de asemenea, acoperită de o statuie a Victoriei, cu o coroană în mână.
În ciuda rolului său ceremonial, Poarta de Aur a fost una dintre pozițiile cele mai puternice de-a lungul zidurilor orașului, rezistând mai multor atacuri în timpul diferitelor asedii. Odată cu adăugarea de pereți transversali pe peribolos între pereții interiori și exteriori, a format o cetate practic separată. Valoarea sa militară a fost recunoscută de Ioan al VI-lea Cantacuzino (domnie 1347–1354), care a afirmat că era practic inexpugnabilă, capabil să stocheze provizii pentru trei ani și să sfideze întregul oraș, dacă este necesar. El a reparat turnurile din marmură și a întărit fortul cu soldați catalani loiali, dar a trebuit să-l predea lui Ioan al V-lea Paleologul (domnie 1341–1391) când a abdicat în 1354. Ioan al V-lea a anulat reparațiile lui Cantacuzino și a lăsat-o nepăzită, dar în 1389–1390 a reconstruit și a extins cetatea, ridicând două turnuri în spatele porții și extinzând un zid de aproximativ 350 m până la zidurile mării, formând astfel o Enceinte⁠(d) (incintă) fortificată separată în interiorul orașului pentru a servi ca refugiu final. Curând, Ioan al V-lea a fost forțat să fugă acolo după o lovitură de stat condusă de nepotul său, Ioan al VII-lea. Fortul a rezistat cu succes în asediul ulterior care a durat câteva luni și în care au fost folosite tunuri. În 1391, Ioan al V-lea a fost forțat să distrugă fortul de către sultanul Baiazid I (domnie 1382-1402), care altfel amenința să-l orbească pe fiul său Manuel, pe care îl ținea captiv. Împăratul Ioan al VIII-lea Paleologul (domnie 1425–1448) a încercat să-l reconstruiască în 1434, dar a fost zădărnicit de sultanul Murad al II-lea .
Potrivit uneia dintre numeroasele legende grecești despre căderea Constantinopolului în mâinile otomanilor, când turcii au intrat în oraș, un înger l-a salvat pe împăratul Constantin al XI-lea Paleologul, l-a transformat în marmură și l-a așezat într-o peșteră de sub pământ lângă Poarta de Aur, unde așteaptă să fie readus la viață pentru a cuceri orașul înapoi pentru creștini. Legenda a explicat zidirea ulterioară a porții ca o măsură de precauție turcească împotriva acestei profeții.

##### Cetatea Yedikule

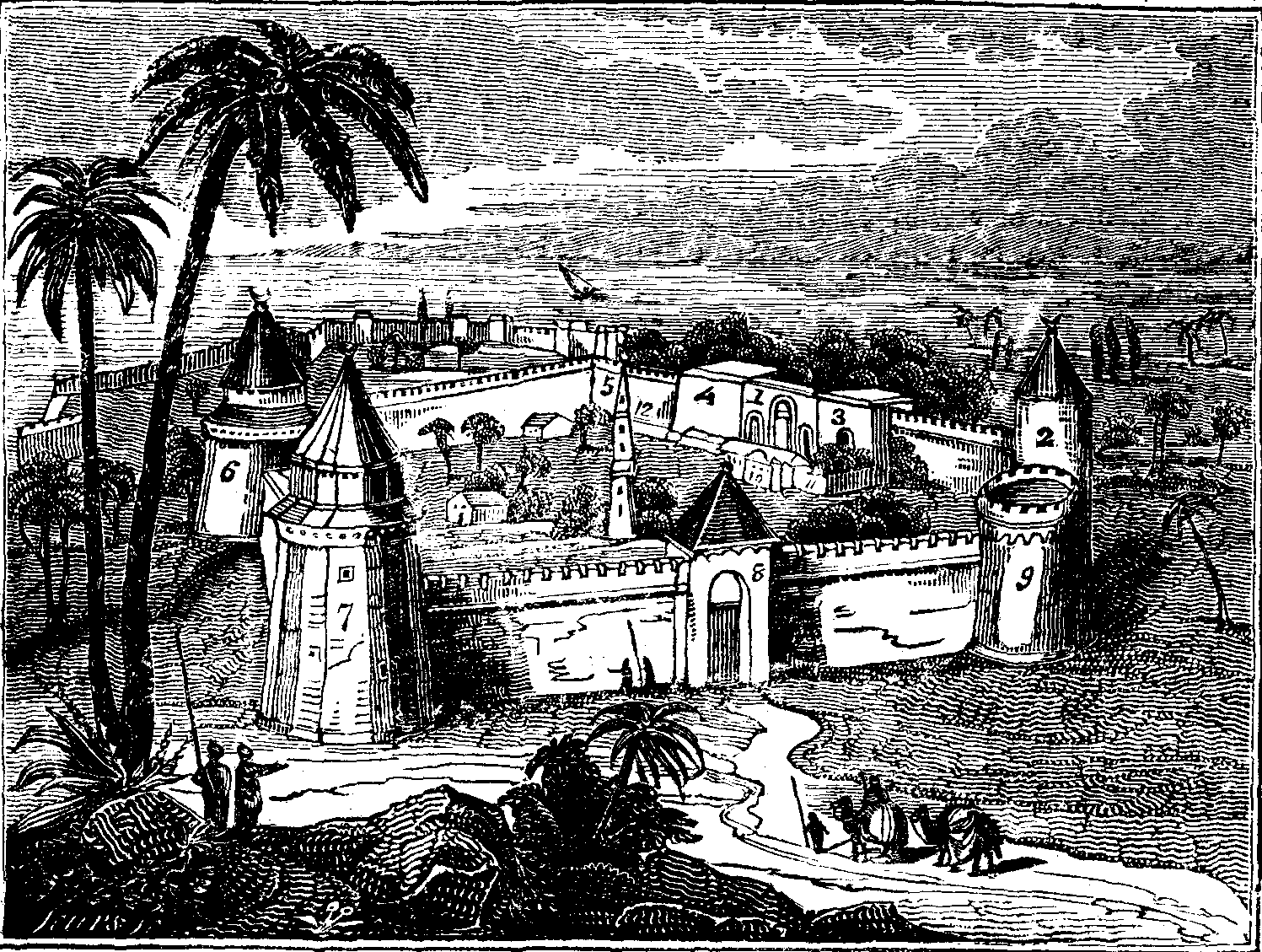
Castelul celor Șapte Turnuri (1827)

După cucerirea Constantinopolului în 1453, sultanul Mehmed al II-lea a construit un nou fort în 1458. Prin adăugarea a trei turnuri mai mari celor patru preexistente (turnurile 8-11) pe zidul interior teodosian, el a format Cetatea celor Șapte Turnuri (în turcă Yedikule Hisarı sau Zindanları). Și-a pierdut funcția de poartă și, pentru o mare parte din epoca otomană, a fost folosită ca tezaur, arhivă și închisoare de stat. În cele din urmă a devenit muzeu în 1895.

##### Poarta Xylokerkos

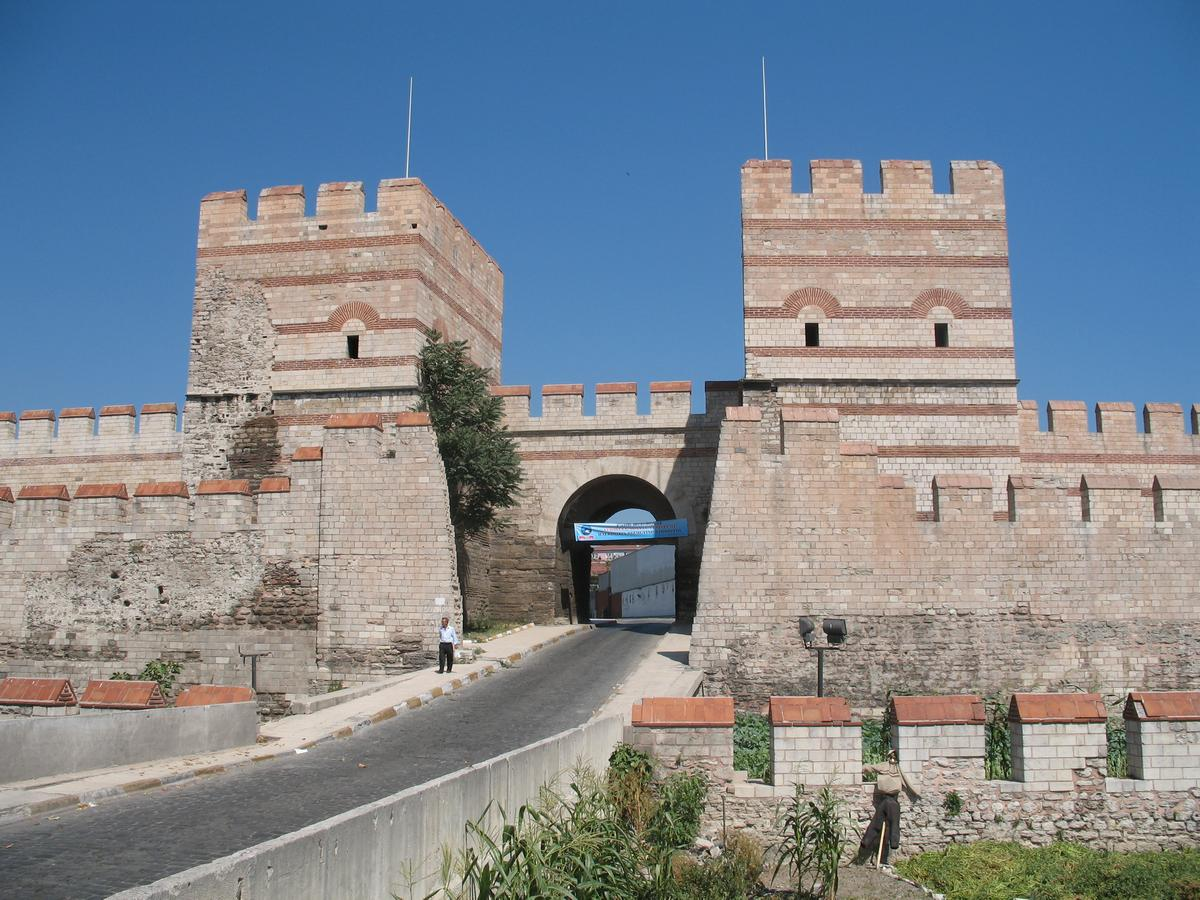
Poarta Xylokerkos sau Poarta Belgrad

Xylokerkos sau Poarta Xerokerkos (Πύλη τοῦ Ξυλοκέρκου/Ξηροκέρκου), cunoscută acum sub numele de Poarta Belgradul (Belgrat Kapısı), se află între turnurile 22 și 23. Alexander van Millingen a identificat-o cu a doua poartă militară, care se află mai la nord. Numele său derivă din faptul că se afla un circ din lemn (amfiteatru) în afara zidurilor. Complexul de poartă are aproximativ 12 m lățime și aproape 20 m înălțime, în timp ce poarta propriu-zisă are 5 m.
Potrivit unei povești relatate de Niketas Choniates, în 1189 poarta a fost zidită de împăratul Isaac al II-lea Angelos, deoarece, potrivit unei profeții, prin această poartă va intra împăratul din vest Frederick Barbarossa în oraș. A fost redeschisă în 1346, dar a fost închisă din nou înainte de asediul din 1453 și a rămas închisă până în 1886, ceea ce a dus la primul său nume otoman, Kapalı Kapı („Poarta închisă”).

##### A doua poartă militară
Poarta (Πύλη τοῦ Δευτέρου) este situată între turnurile 30 și 31, s-a păstrat puțin din poarta originală, iar reconstrucția modernă posibil să nu fie precisă.

##### Poarta Izvorului

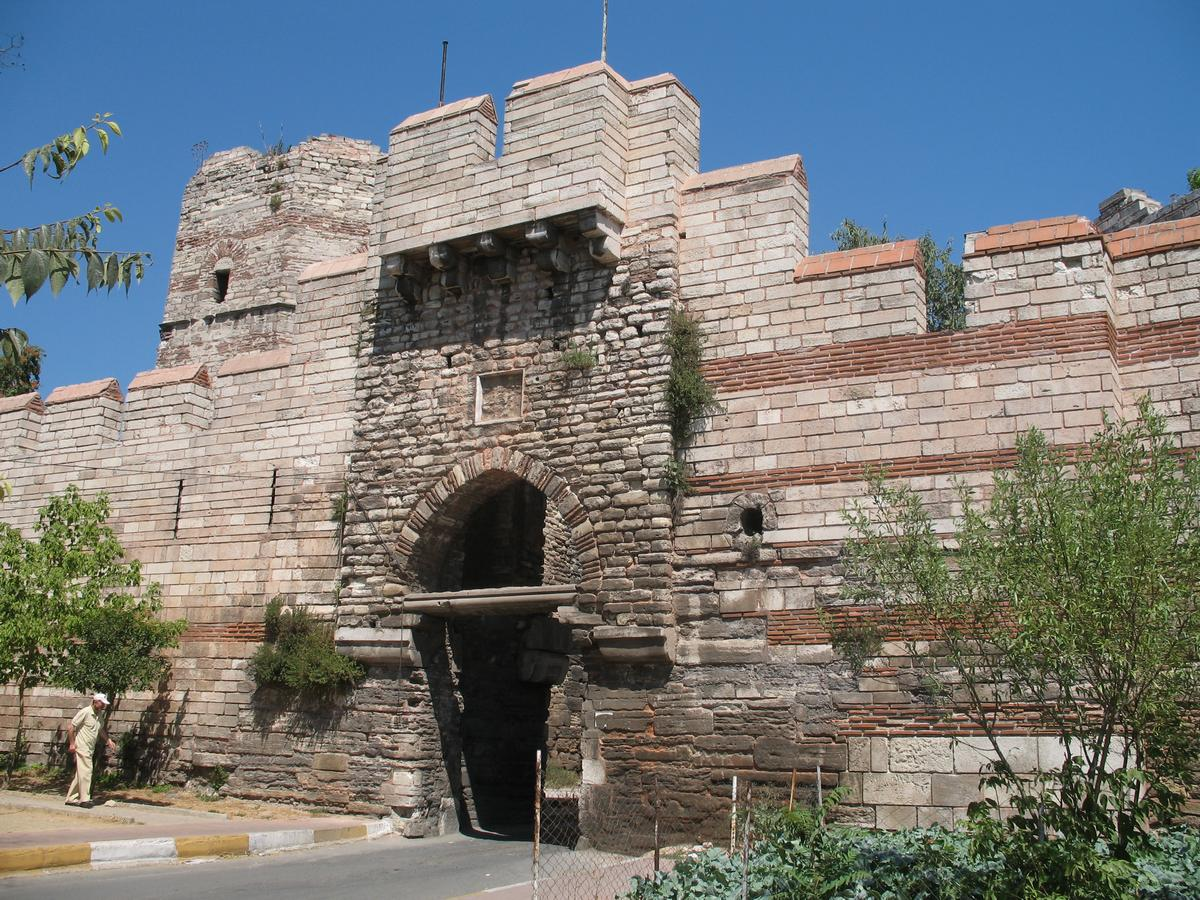
Poarta Izvorului

Poarta Izvorului sau Poarta Pēgē (Πύλη τῆς Πηγῆς în greacă) a fost numită după o populară mănăstire din afara zidurilor, Zōodochos Pēgē („Izvorul Tămăduirii”) în suburbia modernă Balıklı⁠(d). Numele său turcesc modern, Poarta Selymbria (tr. Silivri Kapısı sau Silivrikapı, gr. Πύλη τῆς Συλημβρίας), a apărut în surse bizantine cu puțin înainte de 1453. Se află între turnurile heptagonale 35 și 36, care au fost reconstruite pe scară largă în epoca bizantină ulterioară: turnul său dinspre sud are o inscripție datată din 1439 care comemorează reparațiile efectuate de Ioan al VIII-lea Paleologul. Arcul porții a fost înlocuit în perioada otomană. În plus, în 1998, sub poartă a fost descoperit un subsol subteran cu reliefuri și morminte din secolele IV / V.
Van Millingen a identificat această poartă cu poarta bizantină timpurie a lui Melantias (Πόρτα Μελαντιάδος), dar savanți mai recenți au propus identificarea acesteia din urmă cu una dintre porțile zidului Constantinian original al orașului (vezi mai sus).
Prin această poartă, forțele Imperiului de la Niceea, conduse de generalul Alexios Strategopoulos, au intrat și au recucerit orașul de la latini la 25 iulie 1261.

##### A treia poartă militară
A treia poartă militară (Πύλη τοῦ Τρίτου), numită după cartierul Triton („al treilea”) care se află în spatele său, este situată aproape de Poarta Pege, exact în fața secțiunii în formă de C a zidurilor cunoscută sub numele de „Sigma”, între turnurile 39 și 40. Nu are nume turcesc și este de construcție bizantină mijlocie sau târzie. Poarta corespunzătoare din peretele exterior a fost păstrată până la începutul secolului al XX-lea, dar de atunci a dispărut. Este foarte probabil ca această poartă să fie identificată cu Poarta Kalagros (Πύλη τοῦ Καλάγρου).

##### Poarta Rhegion
Moderna Yeni Mevlevihane Kapısı, situată între turnurile 50 și 51 este denumită în mod obișnuit Poarta Rhegion (Πόρτα Ῥηγίου) în textele moderne timpurii, probabil denumită după suburbia Rhegion (suburbia modernă Küçükçekmece⁠(d)), sau ca Poarta Rhousios (Πόρτα τοῦ Ῥουσίου) după membrii hipodromului ῥούσιοι (ῥούσιοι , rhousioi) despre care se presupune că ar fi luat parte la repararea acesteia.
Din textele bizantine se pare că forma corectă este Poarta Rhesios (Πόρτα Ῥησίου), denumită potrivit lexiconulului Suda din secolul al X-lea după un vechi general al Bizanțului antic grecesc. A. M. Schneider o identifică cu Poarta lui Myriandr[i]on sau Polyandrion („Locul mai multor bărbați”), posibil o referire la apropierea sa de un cimitir. Este cea mai bine conservată dintre porți și se păstrează substanțial nemodificată față de aspectul său original din secolul al V-lea.

##### Poarta a patra militară
Așa-numita Poartă Militară a Patra se află între turnurile 59 și 60 și este în prezent zidită. Recent, s-a sugerat că această poartă este de fapt Poarta Sfântului Romanus, dar dovezile sunt incerte.

##### Poarta Sf. Romanus
Poarta Sf. Romanus (Πόρτα τοῦ Ἁγίου Ρωμάνου) a fost numit astfel după o biserică din apropiere și se află între turnurile 65 și 66. Este cunoscută în limba turcă sub numele de Topkapı, adică „Poarta tunului”, după marele tun otoman, „Basilicul”, care a fost amplasat vizavi de acesta în timpul asediului din 1453. Cu o intrare de 26,5 m, este a doua cea mai mare poartă după Poarta de Aur. Conform istoriografiei convenționale, aici a fost ucis Constantin al XI-lea Paleologul, ultimul împărat bizantin, la 29 mai 1453.

##### Poarta a cincea militară
Poarta a cincea militară (Πόρτα τοῦ Πέμπτου) se află imediat la nord de pârâul Lycus, între turnurile 77 și 78 și poartă numele cartierului Pempton („al cincilea”) din jurul râului Lycus. Este puternic deteriorată, fiind evidente reparațiile extinse bizantine sau otomane târzii. De asemenea, este identificată cu Poarta Bizantină a [Bisericii] Sfântului Kiriake, și se numește Sulukulekapı („Poarta Turnului de Apă”) sau Hücum Kapısı („Poarta de asalt”) în limba turcă, deoarece acolo spărtura decisivă în zid a fost realizată în dimineața zilei de 29 mai 1453. La sfârșitul secolului al XIX-lea, a fost denumită ca Örülü kapı („Poartă zidită”).
Unii dintre primii cercetători, precum J. B. Bury⁠(d) și Kenneth Setton⁠(d), au identificat această poartă cu „Poarta Sfântului Romanus” menționată în textele despre asediul final și căderea orașului. Dacă această teorie este corectă, ultimul împărat bizantin, Constantin al XI-lea, a murit în vecinătatea acestei porți în timpul asaltului final din 29 mai 1453. Sprijinul pentru această teorie vine din faptul că poarta aceasta este situată într-o secțiune mult mai slabă a zidurilor decât „Poarta tunului”, iar cele mai disperate lupte au avut loc în mod natural aici.

##### Poarta lui Charisius

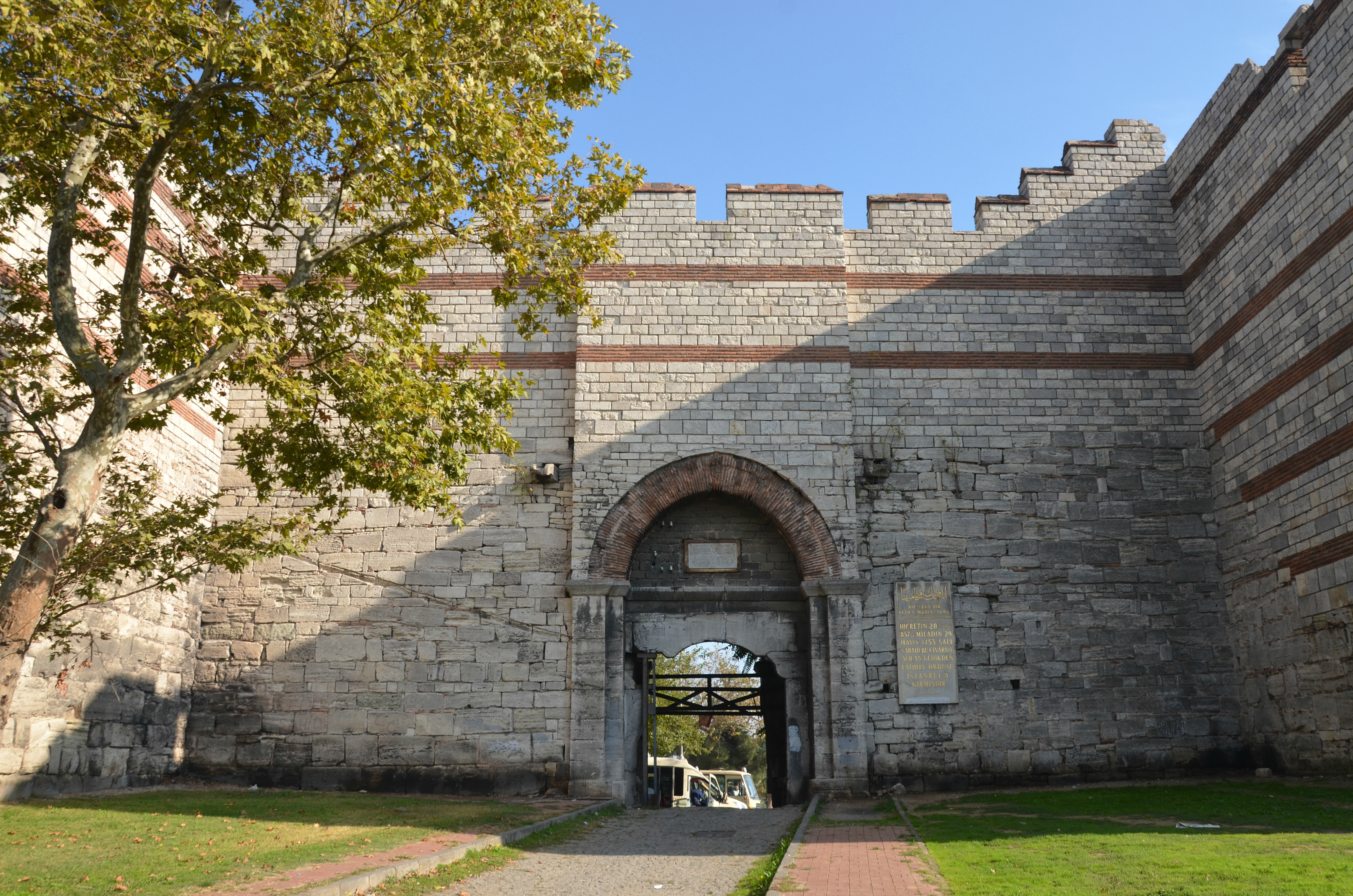
Poarta restaurată a lui Charisius sau Poarta Adrianopol, prin care sultanul Mehmed al II-lea a intrat în oraș.

Poarta lui Char[i]sius (Χαρ[ι]σίου πύλη/πόρτα) sau Poarta Charisiană, numită după mănăstirea bizantină timpurie din apropiere fondată de un Vir illustris⁠(d) (mare senator) cu acel nume, a fost, după Poarta de Aur, a doua poartă cea mai importantă. În limba turcă, este cunoscută sub numele de Edirnekapı („Poarta Adrianopol”). Prin această poartă Mahomed al II-lea și-a făcut intrarea triumfală în orașul cucerit (după o zi în care armata sa a jefuit și ucis populația). Această poartă se află în vârful celui de-al șaselea deal, care era cel mai înalt punct al orașului vechi, cu 77 de metri deasupra mării. De asemenea, s-a sugerat că este una dintre porțile care ar trebuie identificate cu Poarta Polyandrion sau Myriandrion (Πύλη τοῦ Πολυανδρίου), deoarece ducea spre un cimitir din afara zidurilor. Ultimul împărat bizantin, Constantin al XI-lea, și-a stabilit comanda aici în 1453.

##### Porți minore și poterne
Poternele cunoscute sunt Yedikule Kapısı, o mică poternă după Fortul Yedikule (între turnurile 11 și 12) și porțile dintre turnurile 30/31, deja zidite în vremurile bizantine și 42/43, chiar la nord de „Sigma”. În ceea ce privește Yedikule Kapısı, opiniile variază în ceea ce privește originea sa: unii cercetători o consideră din zilele bizantine în timp ce alții o consideră o adăugire otomană.

##### Kerkoporta
Potrivit istoricului Ducas, în dimineața zilei de 29 mai 1453, mica poternă Kerkoporta a fost lăsată deschisă din întâmplare, permițând primilor cincizeci de soldați otomani să intre în oraș. Otomanii au ridicat steagul deasupra Zidului Interior și au deschis focul asupra apărătorilor greci de pe peribolos-ul de dedesubt. Acest lucru a stârnit o panică generală, a dus la debandada apărătorilor și la căderea orașului. În 1864, rămășițele unui stâlp situat pe zidul exterior la capătul zidurilor teodosiene, între turnul 96 și așa-numitul Palat al lui Porfirogenitus, au fost descoperite și identificate cu Kerkoporta de către eruditul grec A. G. Paspates. Istoricii ulteriori, precum van Millingen și Steven Runciman au acceptat și această teorie. Dar săpăturile din acest sit nu au găsit nicio dovadă a unei porți corespunzătoare în Zidul Interior (acum dispărut) în acea zonă și este posibil ca povestea lui Ducas să fie o invenție, bazată pe o legendă anterioară despre Poarta Xylokerkos, pe care mai mulți cercetători au echivalat-o și cu Kerkoporta.

#### Istorie ulterioară
Zidurile teodosiene s-au numărat fără îndoială printre cele mai importante sisteme defensive ale antichității târzii. Într-adevăr, Istoria Antică (Cambridge) spune că acestea au fost „poate cele mai reușite și influente ziduri construite vreodată - au permis orașului și împăraților să supraviețuiască și să prospere mai mult de un mileniu, împotriva oricărei logici de strategie, la margineaa [unei] lumi extrem de instabile și periculoase... ".
Odată cu apariția tunurilor de asediu, astfel de fortificații au devenit învechite, dar dimensiunea lor masivă a furnizat încă o apărare eficientă, așa cum s-a demonstrat în timpul celui de- al doilea asediu otoman din 1422.
Chiar și în asediul final, care a dus la căderea orașului în fața otomanilor trei decenii mai târziu (în 1453), apărătorii, sever depășiți ca număr, au reușit totuși să contracareze în mod repetat încercările turcilor de a submina zidurile, au respins mai multe atacuri frontale și au reparat daunele provocate de tunurile de asediu timp de aproape două luni. În cele din urmă, la 29 mai, atacul decisiv a fost lansat, iar când generalul genovez Giovanni Giustiniani a fost rănit și s-a retras, provocând panică printre apărători, zidurile au fost cucerite. După căderea orașului, Mehmed a reparat zidurile în scurt timp, printre alte proiecte masive de lucrări publice, și au fost ținute în reparații în primele secole ale stăpânirii otomane.

### Zidurile din Blachernae

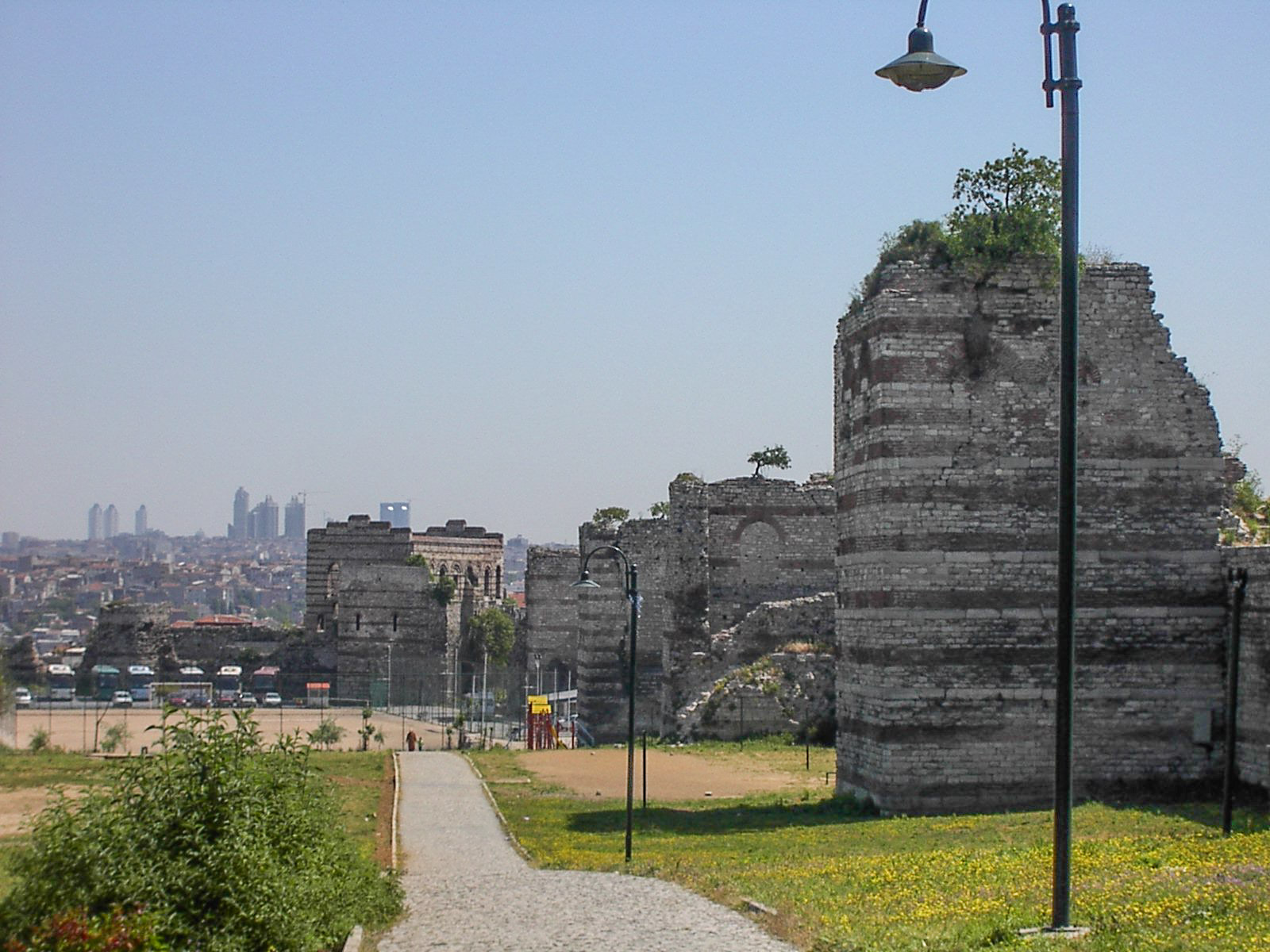
Secțiunea zidurilor teodosiene care se învecinează cu zidurile din Blachernae, cu Palatul Porphyrogenitus în fundal, așa cum apar astăzi în Istanbulul suburban.

Zidurile din Blachernae (Vlaherne) leagă zidurile teodosiene, care se termină la înălțimea Palatului Porfirogenitus (turcă Tekfur Sarayı ), cu zidul mării la Cornul de Aur. Acestea constau dintr-o serie de ziduri unice construite în perioade diferite, care înconjoară suburbia Blachernae.
În general, aceste ziduri au aproximativ 12-15 metri în înălțime, sunt mai groase decât zidurile teodosiene și au turnuri mai distanțate. Situate pe o pantă abruptă, cu un șanț lipsă, cu excepția capătului inferior îndreptat spre Cornul de Aur, unde împăratul Ioan al VI-lea Cantacuzino a săpat unul.
Problema fortificațiilor originale din această zonă a fost examinată de mai mulți savanți și au fost propuse mai multe teorii cu privire la orientarea lor. Din Notitia Urbis Constantinopolitanae se cunoaște că regiunea XIV, care cuprindea Blachernae, era aparte și era închisă de jur împrejur cu un zid propriu. Mai mult, s-a consemnat că inițial și cel puțin în timpul asediului avaro-persan din 626, când au fost arse, sanctuarele importante din bisericile Panagia Blachernitissa și Sf. Nicolae se aflau chiar în afara fortificațiilor cartierului. Au fost păstrate urme ale zidurilor cartierului, care mergeau din zona Palatului Porfirogenitus în linie dreaptă până la așa-numita închisoare din Anemas. Aceste fortificații erau aparent mai vechi decât zidurile teodosiene, datând probabil din secolul al IV-lea, și apoi au fost conectate la noile ziduri ale orașului în timpul lui Teodosiu al II-lea, zidul vestic formând fața exterioară a apărării orașului iar zidul estic a rămas într-o stare proastă.
Astăzi, zidurile teodosiene sunt conectate în vecinătatea Palatului Porfirogenitus cu un zid scurt, cu o poternă, probabil πυλὶς τοῦ Πορφυρογεννήτου) menționată de Ioan al VI-lea Cantacuzino și se întinde de la Palat până la primul turn al așa-numitului Zid al lui Manuel Comnen. După cum a fost scris de istoricul Niketas Choniates, acel zid a fost construit de împăratul Manuel (domnie 1143–1180) ca protecție a Palatului imperial din Blachernae, de la sfârșitul secolului al XI-lea fiind reședința preferată a împăraților. Este o fortificație excelentă din punct de vedere arhitectural, constând dintr-o serie de arcuri închise pe fața lor exterioară, construite cu zidărie mai mare decât de obicei și mai groasă decât zidurile teodosiene, măsurând aproximativ 5 m în vârf. Are opt turnuri rotunde și octogonale, în timp ce ultimul este pătrat. Peretele se întinde pe 220 m, începând cu un unghi aproape drept față de linia zidurilor teodosiene, mergând spre vest până la cel de-al treilea turn și apoi virând brusc spre nord. Calitatea construcției zidului a fost arătată în asediul final otoman, când atacurile repetate, bombardamentele intensive (inclusiv marele bombardament al lui Orban) și încercările de a-l distruge nu au avut succes. Zidul lui Comnenare lipsă un șanț, deoarece terenul dificil al zonei îl face inutil. Zidul are un stâlp, între al doilea și al treilea turn, și o poartă mare, Eğri Kapı („Poarta strâmbă”), între al șaselea și al șaptelea turn. Numele său turcesc vine de la cotul ascuțit al drumului din fața sa pentru a trece în jurul unui mormânt care se presupune că aparține lui Hazret Hafiz, un tovarăș al lui Mahomed care a murit acolo în timpul primului asediu arab al orașului. De obicei, dar nu concludent, este identificată cu Poarta Bizantină Kaligaria (πόρτα ἐν τοῖς Καλιγαρίοις , porta en tois Kaligariois), „Poarta cartierului cizmarilor” (din. Latină caliga, „sandală”).
De la ultimul turn al Zidului lui Manuel Comnenpână la așa-numita închisoare Anemas se întinde un alt zid, cu aproximativ 150 m lungime, cu patru turnuri pătrate. Este probabil construit ulterior și de o calitate semnificativ inferioară față de zidul lui Comnen, fiind mai puțin gros și cu pietre mai mici și plăci din cărămidă folosite în construcția sa. De asemenea, poartă inscripții care comemorează reparațiile din 1188, 1317 și 1441. O poternă după cel de-al doilea turn este identificată în mod obișnuit cu Poarta Gyrolimne (πύλη τῆς Γυρολίμνης , pylē tēs Gyrolimnēs), numită după Argyra Limnē, „Lacul de Argint”, care se afla în capul Cornului de Aur. Probabil a deservit Palatul Blachernae, dovadă fiind decorarea sa cu trei busturi imperiale. Cu toate acestea, Schneider sugerează că numele ar putea face referire mai degrabă la Eğri Kapı.
În continuare vine peretele exterior al închisorii Anemas, care se conectează la o porțiune dublă de ziduri. Zidul exterior este cunoscut sub numele de Zidul Leului, deoarece a fost construit de Leon al V-lea Armeanul (domnie 813–820) în 813 pentru a se proteja împotriva asediului conducătorului bulgar Krum. Acest zid a fost apoi extins spre sud de Mihail al II-lea (domnie 820-829). Peretele este o structură relativ ușoară, cu mai puțin de 3 m grosime, sprijinit de arcade care-i susțin parapetul și cu patru turnuri și numeroase poterne. În spatele Zidului lui Leon se află un zid interior, care a fost renovat și întărit prin adăugarea a trei turnuri hexagonale de către împăratul Theophil (domnie 829-842). Cei doi pereți sunt distanți la aproximativ 26 m și sunt străpunși fiecare de câte o poartă, care formează împreună Poarta Blachernae (πόρτα τῶν Βλαχερνῶν , porta tōn Blachernōn). Cei doi pereți formează o incintă fortificată, numită Brachionion sau Brachiolion („brățară”) a Blachernae (βραχιόνιον/βραχιόλιον τῶν Βλαχερνῶν) de către bizantini și cunoscută după capturarea otomană a orașului în limba greacă sub numele de Pentapyrgion (Πενταπύργιον, „Cinci Turnuri”), o aluzie la cetatea Yedikule (Gk. Heptapyrgion).
Zidul interior este identificat în mod tradițional de către cercetători precum van Millingen și Janin cu Zidul lui Heraclius, construit de împăratul Heraclius I (domnie 610-641) după asediul avaro-persan pentru a înconjura și a proteja Biserica Blachernitissa.
Un alt zid scurt a fost adăugat ulterior, probabil în timpul domniei lui Theophil, care se întindea de la joncțiunea zidurilor terestre și maritime până la mare și este străpuns de așa-numita Poartă de Lemn (Ξυλίνη πύλη, Xylinē pylē sau Ξυλόπορτα, Xyloporta). Atât acest zid, cât și poarta au fost demolate în 1868.

### Lucrări de conservare și restaurare a zidurilor terestre
Zidurile terestre traversează inima Istanbulului modern, cu o centură de parcuri în jurul lor. Acestea sunt străpunse la drivere intervale de drumuri moderne care duc spre vest în afara orașului. Multe secțiuni au fost restaurate în anii 1980, cu sprijinul financiar de la UNESCO, dar programul de restaurare a fost criticat pentru distrugerea dovezilor istorice, concentrându-se pe restaurarea superficială, utilizarea materialelor inadecvate și calitatea slabă a muncii. Acest lucru a devenit evident în cutremurele din 1999, când secțiunile restaurate s-au prăbușit în timp ce structura originală de dedesubt a rămas intactă. Amenințarea reprezentată de poluarea urbană și lipsa unui efort cuprinzător de restaurare, au determinat Fondul Mondial al Monumentelor să le includă pe Lista de supraveghere din 2008 a celor 100 cele mai amenințate locuri din lume⁠(d).

## Zidurile Mării

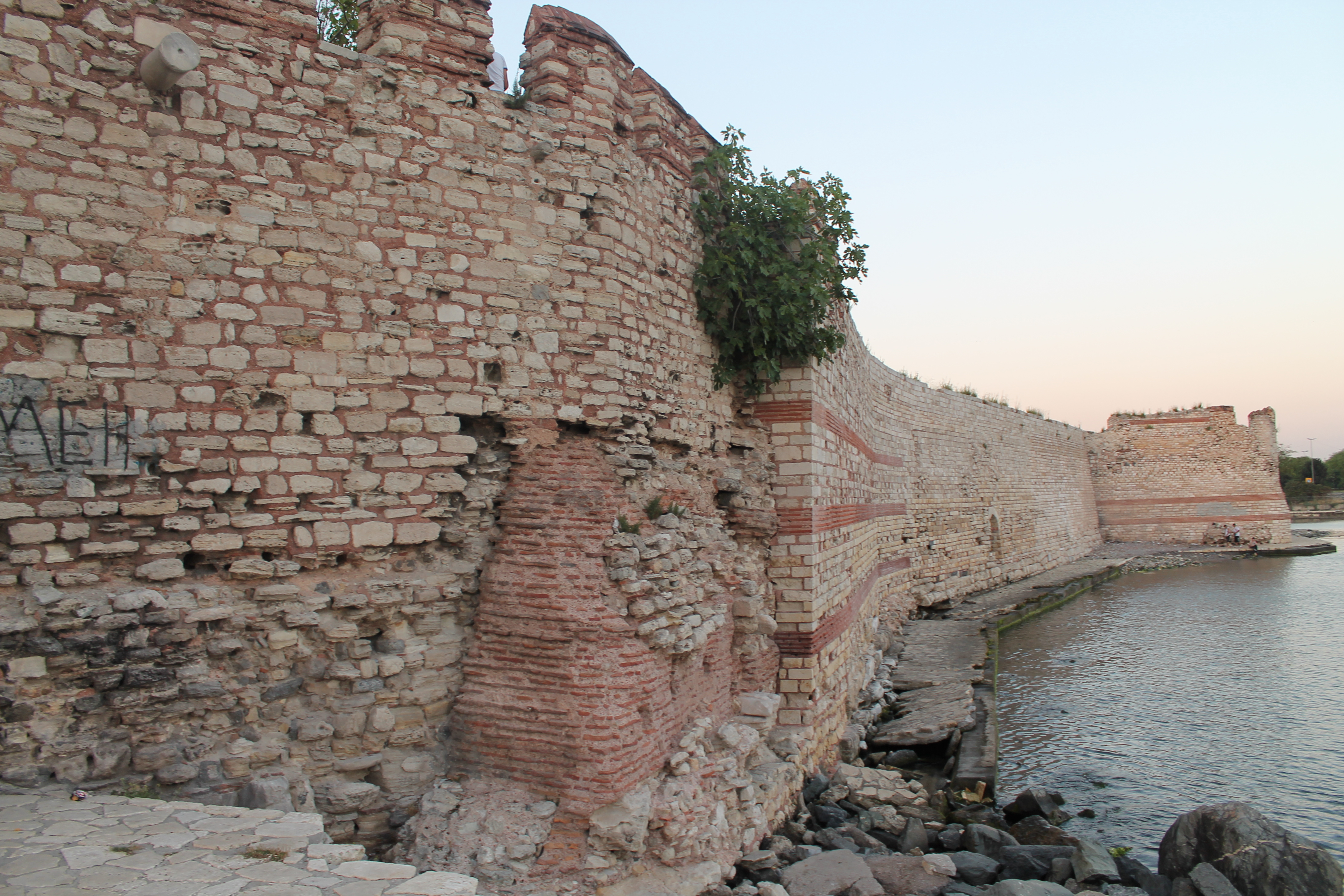
Singura parte a zidurilor unde zidurile și marea se întâlnesc lângă Yenikapı

Zidurile de la mare (greacă τείχη παράλια , teichē paralia) au închis orașul pe laturile Mării Marmara (Propontis) și golful Cornului de Aur (χρυσοῦν κέρας). Deși orașul original Bizanț avea cu siguranță ziduri marine, cu urme care supraviețuiesc, data exactă a construirii zidurilor medievale este o chestiune de dezbatere. În mod tradițional, zidurile de la mare au fost atribuite de către cărturari lui Constantin I, alături de construcția zidului principal de pe uscat. Prima referință cunoscută la construcția lor este din 439, când prefectului urban Cirus din Panopolis (în surse confundat adesea cu prefectul pretorian Constantin) i s-a ordonat să repare zidurile orașului și să le completeze pe partea mării. Această activitate este probabil legată de faptul că în același an, Cartagina a căzut în mâinile vandalilor, eveniment care a semnalat apariția unei amenințări navale în Mediterana. Această construcție în două faze a rămas consensul general, dar Cyril Mango se îndoiește de existența oricăror fortificații maritime în timpul antichității târzii, deoarece acestea nu sunt menționate în mod specific ca fiind existente de sursele contemporane înainte de cca. 700.

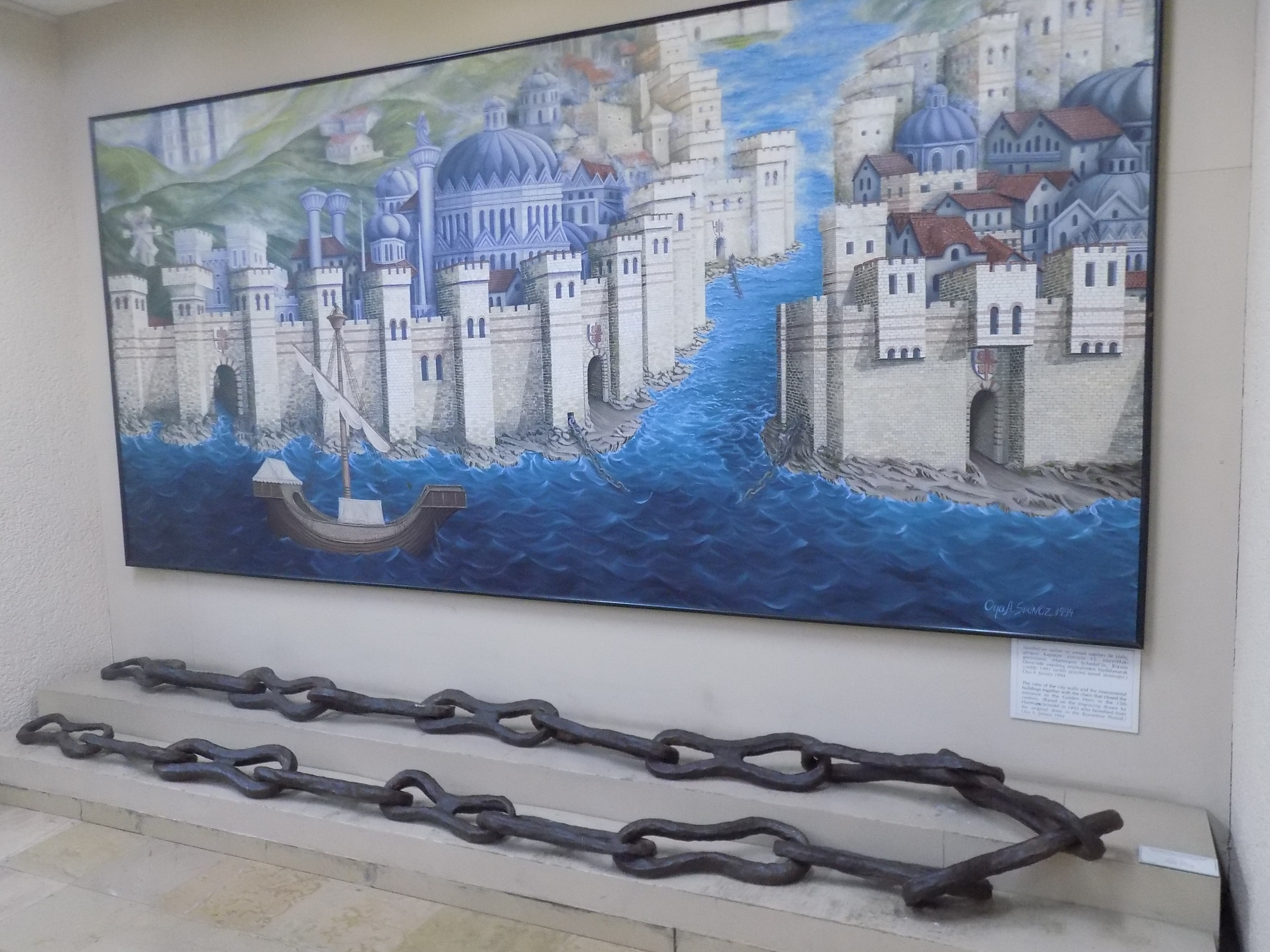
Lanțul care a închis intrarea în Cornul de Aur în 1453, acum expus în Muzeul de Arheologie din Istanbul.

Zidurile marine erau asemănătoare din punct de vedere arhitectural cu zidurile teodosiene, dar cu o construcție mai simplă. Acestea erau formate dintr-un singur perete, considerabil mai scund decât zidurile terestre, cu circuite interioare în locațiile porturilor. Accesul la ziduri al dușmanilor care se îndreaptau spre Cornul de Aur a fost împiedicat de prezența unui lanț greu, instalat de împăratul Leon al III-lea (domnie 717-741), susținut de butoaie plutitoare și întinzându-se la gura intrării. Un capăt al acestui lanț a fost fixat de Turnul lui Eugenius, în suburbia modernă Sirkeci⁠(d), iar celălalt la Galata, de un turn mare, pătrat, Kastellion, al cărui subsol a fost transformat ulterior în Moscheea (subterană) Yeraltı. În același timp, pe coasta Marmarei, apărarea orașului a fost ajutată de curenți puternici, care au făcut aproape imposibil un atac al unei flote. Potrivit lui Geoffrey din Villehardouin, tocmai din acest motiv cruciada a patra nu a atacat orașul din această direcție.
În primele secole de existență, Constantinopolul s-a confruntat cu puține amenințări navale. Mai ales după războaiele lui Iustinian, Mediterana a devenit din nou un „lac roman”. În timpul primului asediu al orașului de către avari și persani sasanizi, pentru prima dată, o luptă navală a fost dată în afara orașului. După cuceririle arabe din Siria și Egipt, a apărut o nouă amenințare navală. Ca răspuns, zidurile mării au fost renovate la începutul secolului al VIII-lea sub conducerea lui Tiberiu al III-lea (domnie 698-705) sau Anastasiu al II-lea (domnie 713-715).
Mihail al II-lea (domnie 820–829) a inițiat o reconstrucție pe scară largă, finalizată în cele din urmă de succesorul său Theophil (domnie 829–842), care le-a mărit înălțimea. Deoarece aceste reparații au coincis cu cucerirea Cretei de către sarazini, nu s-a scutit nici o cheltuială: așa cum a scris Constantin Manasses, „monedele de aur ale imperiului s-au cheltuit ca pietricelele fără valoare”. Munca extinsă a lui Theophilos, în special reconstrucția zidurilor mării, este mărturisită de numeroasele inscripții care îi poartă numele, mai multe decât cele ale oricărui alt împărat. În ciuda schimbărilor și restaurărilor viitoare, aceste ziduri au protejat orașul până la sfârșitul imperiului.

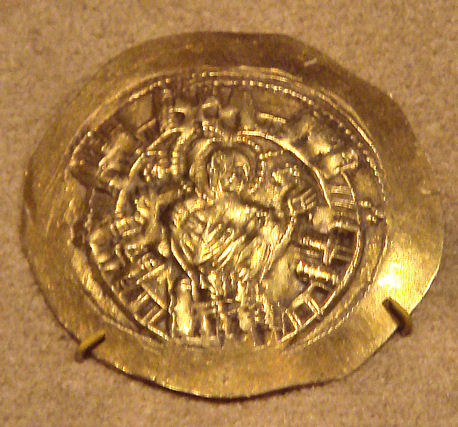
Fecioara Maria răsărind printre zidurile Constantinopolului. Monedă a lui Mihail al VIII-lea Paleologul, care comemorează recucerirea Constantinopolului în 1261.

În timpul asediului orașului de către a patra cruciadă, zidurile mării s-au dovedit totuși a fi un punct slab în apărarea orașului, deoarece venețienii au reușit să facă un asalt dinspre mare. În urma acestei experiențe, Mihail al VIII-lea Paleologul (domnie 1259-1282) a avut o grijă deosebită pentru a ridica și întări zidurile de la mare imediat după recucerirea bizantină a orașului în 1261, întrucât o încercare latină de recuperare a orașului a fost considerată iminentă. Mai mult, instalarea genovezilor la Galata dincolo de Cornul de Aur, convenită prin Tratatul de la Nymphaeum, a reprezentat o amenințare potențială suplimentară pentru oraș. Timpul fiind scurt, deoarece era de așteptat o încercare latină de recuperare a orașului, zidurile mării au fost întărite prin adăugarea de ecrane din lemn de doi metri înălțime și acoperite cu piele. Zece ani mai târziu, în fața amenințării cu o invazie a lui Carol d'Anjou, a fost construită o a doua linie de ziduri în spatele zidurilor maritime originale, deși rzie nu s-a găsit nici o urmă a acestora. 
Zidurile au fost din nou refăcute de Andronikos II Palaiologos (domnie 1282–1328) și din nou de succesorul său Andronikos III Palaiologos (domnie 1328–1341), când, la 12 februarie 1332, o furtună puternică a provocat rupturi în zid și a forțat porțile spre mare să se deschidă.
În 1351, când imperiul era în război cu genovezii, Ioan al VI-lea Kantakouzenos a reparat din nou zidurile și chiar a făcut un șanț în fața zidului cu fața spre Cornul de Aur. Alte reparații au avut loc în anul 1434, din nou împotriva genovezilor și din nou în anii care au precedat asediul final și căderea orașului în mâinile otomanilor, parțial cu fonduri oferite de despotul Serbiei, George Brankovic.

### Zidul din Cornul de Aur
Zidul orientat spre Cornul de Aur, unde în perioada târzie s-a desfășurat cel mai mare trafic pe mare, se întindea pe o lungime totală de 5.600 de metri, de la capela Sf. Dimitrie până la Blachernae, unde se învecina cu zidurile terestre. Deși cea mai mare parte a zidului a fost demolată în anii 1870, în timpul construcției liniei de cale ferată, cursul său și poziția majorității porților și turnurilor sunt cunoscute cu exactitate. A fost construit mai departe de țărm spre interior și avea aproximativ 10 metri înălțime. Potrivit lui Cristoforo Buondelmonti, acesta avea 14 porți și 110 turnuri, deși sunt cunoscute 16 porți de origine bizantină. Malul nordic al orașului a fost întotdeauna partea sa cea mai cosmopolită: un punct focal major al comerțului, el conținea și cartierele de străini care locuiau în capitala imperială. Comercianții musulmani aveau acolo propriile lor locuințe (mitaton), inclusiv o moschee, în timp ce, de pe vremea lui Alexios I Komnenos (domnie 1081–1118), împărații au acordat diferitelor republici maritime italiene cartiere comerciale extinse care conțineau propriul debarcader (skalai) dincolo de zidurile mării.
Porțile cunoscute ale zidului Cornului de Aur pot fi urmărite în ordine de la Blachernae spre est până la punctul Seraglio, după cum urmează:
Prima poartă, foarte aproape de zidurile terestre, a fost Poarta (Κοιλιωμένη (Κυλιoμένη) Πόρτα, Koiliōmēnē (Kyliomēnē) Porta, „Poartă rulantă”), în turcă Küçük Ayvansaray Kapısı. Aproape s-a aflat Poarta Sf. Anastasia (Πύλη τῆς ἁγίας Ἀναστασίας , Pylē tēs hagias Anastasias), situată lângă Moscheea Atik Mustafa Pașa, în turcă Atik Mustafa Pașa Kapısı. În imediata apropiere a părții exterioare a zidurilor se afla Biserica Sf. Nicolae Kanabos, care în 1597–1601 a fost catedrala Patriarhului Constantinopolului.

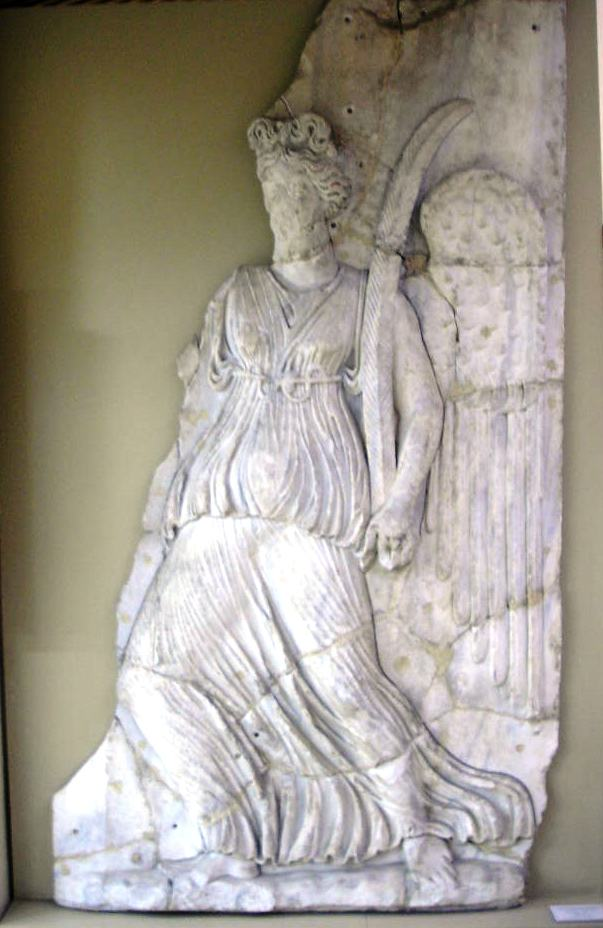
Relief în marmură al zeiței Nike, recuperat de la Porțile Regale (Balat Kapı).

Mai jos de coastă se afla poarta cunoscută în turcă sub numele de Balat Kapı („Poarta Palatului”), precedată de trei arcade mari, care au servit fie ca porți spre țărm, fie către un port care deservea palatul imperial din Blachernae. Se știe că două porți au existat în apropiere în vremurile bizantine: Poarta Kynegos (Πύλη τοῦ Κυνηγοῦ/τῶν Κυνηγῶν , Pylē tou Kynēgou / tōn Kynēgōn, „Poarta Vânătorului”), după care cartierul din spatele ei a fost numit Kynegion și Poarta Sfântului Ioan Înainte-mergătorul și Πόρτα τοῦ ἁγίου Προδρόμου και Βαπτιστοῦ , Porta tou hagiou Prodromou kai Baptistou), deși nu este clar dacă acesta din urmă era distinctă de Poarta Kynegos. Balat Kapı a fost identificată în mod diferit ca una dintre ele și ca una dintre cele trei porți din Cornul de Aur cunoscută sub numele de Poarta Imperială (Πύλη Βασιλικὴ , Pylē Basilikē).
Mai la sud se găsea Poarta Πύλη τοῦ Φαναρίου , Pylē tou Phanariou), în turcă Fener Kapısı, numită după turnul luminos local (phanarion în greacă), care a dat numele suburbiei locale (Fanar). Poarta a marcat și intrarea de vest în Fortul Petrion (κάστρον τῶν Πετρίων, kastron tōn Petriōn), format dintr-o întindere dublă de ziduri între Poarta Petrion (Πύλη τοῦ Πετρίου , Pylē tou Petriou), în turcă Petri Kapısı. Conform tradiției bizantine, zona a fost numită astfel după Petru Patricianul, un ministru de frunte al lui Iustinian I (domnie 527-565). O mică poartă dinspre capătul vestic al zidului interior al fortului, lângă Poarta Phanarion, ducea spre oraș și a fost numită Poarta Diplofanarion. La Poarta Petrion, venețienii, sub conducerea personală a dogelui Enrico Dandolo, au escalat zidurile și au intrat în oraș în Jefuirea Constantinopolului din 1204. În asediul din 1453, un atac otoman în același loc a fost respins.
Următoarea poartă, Yeni Ayakapı („Noua Poartă a Sfântului”), nu este de origine bizantină, doar înlocuiește o intrare bizantină anterioară. A fost construită de marele arhitect otoman Mimar Sinan în 1582. La scurt timp după această poartă se găsește vechea Ayakapı („Poarta Sfântului”), cunoscută în greacă sub numele de Poarta Sf. Teodosia (Πύλη τῆς Ἁγίας Θεοδοσίας) după marea biserică Sf. Teodosia (identificată anterior cu Moscheea Gül). Următoarea poartă este cea a lui Eis Pegas (Πύλη εἰς Πηγάς , Pylē eis Pēgas), cunoscut de cronicarii latini ca Porta Puteae sau Porta del Pozzo, în turcă Cibali Kapısı. A fost numită astfel pentru că era orientată spre cartierul Πηγαὶ , Pēgai, „izvoare”) de pe celălalt mal al Cornului de Aur. Apoi se găsea Poarta Platea, în prezent demolată (Πόρτα τῆς Πλατέας , Porta tēs Plateas) apoi Porta della Piazza numită de către cronicarii italieni și denumită în turcă Unkapanı Kapısı („Poarta depozitului de făină”). A fost numit după cartierul local al Plate[i]a („loc larg”, cu referire la litoralul larg din acest loc). Următoarea poartă, Ayazma Kapısı („Poarta Sf. Fântâni”), care este, probabil, o structură din perioada otomană.
Poarta următoare este Poarta Drungaries (Πύλη τῶν Δρουγγαρίων , Pylē tōn Droungariōn), moderna Odunkapısı („Poarta din lemn”). Numele său bizantin derivă din funcția înaltului oficial militar cunoscută sub numele δρουγγάριος τῆς βίγλης/βίγλας, droungarios tēs viglēs/viglas. A marcat capătul vestic al cartierului venețian. Este urmată de Poarta Înaintemergătorului, cunoscută sub numele de Sfântul Ioan de Cornibus de latini, numită după o capelă din apropiere. În limba turcă este cunoscută sub numele de Zindan Kapısı („Poarta temniței”).
Poarta Perama care a fost distrusă (Πόρτα τοῦ Περάματος , Porta tou Peramatos) se găsea în suburbia Perama („Trecerea”), de unde pleca feribotul către Pera (Galata). A marcat limita de est a cartierului venețian și începutul cartierului Amalfi la est. În harta lui Buondelmonti, este denumită ca Porta Piscaria, din cauza pieței de pește de acolo, un nume care a fost păstrat în denumirea sa turcească modernă, Balıkpazarı Kapısı, „Poarta pieței de pește”. Această poartă este identificată și cu Poarta Evreilor (Ἑβραϊκὴ Πόρτα , Hebraïkē Porta), Porta Hebraica în surse latine, deși se pare că același nume a fost dat cu timpul și altor porți. În vecinătatea sa se afla probabil și Poarta Sf. Marcu, care este consemnată într-un singur document venețian din 1229. Identitatea sa nu este clară, la fel ca întrebarea dacă poarta, numită clar în cinstea hramului Veneției, a existat sau a fost deschisă după căderea orașului în fața cruciaților în 1204.
La est de Poarta Perama se afla Poarta Hikanatissa (Πόρτα τῆς Ἱκανατίσσης , Porta tēs Hikanatissēs), un nume derivat probabil din tagma imperială a elitelor militare Hikanatoi⁠(d). Poarta a marcat capătul estic al cartierului Amalfi al orașului și marginea vestică a cartierului Pisa. Mai la est se afla Poarta Neorion (Πόρτα τοῦ Νεωρίου , Porta tou Neōriou), numită Poarta Horaia (Πύλη Ὡραία , Pylē Horaia, „Poarta frumoasă”) în epoca bizantină și otomană târzie. După cum o arată numele său, ducea către Neorion, principalul port al Bizanțului antic și cel mai vechi arsenal naval al orașului. În perioada otomană timpurie, a fost cunoscută în turcă sub numele de Çıfıtkapı („Poarta ebraică”), dar denumirea sa modernă este Bahçekapı („Poarta grădinii”). Limita de est a cartierului Pisa era situată puțin mai la est față de poartă.
Cartierul genovez din secolul al XII-lea s-a extins de acolo spre est, iar în documentele prin care li se dădeau privilegii se găsește mențiunea a două porți: Porta Bonu („Poarta Bonusului”, probabil transcrisă din limba greacă Πόρτα Bώνου), și Porta Veteris Rectoris („Poarta vechiului rector”). Este foarte probabil ca aceste două nume să se refere la aceeași poartă, numită probabil după un rector necunoscut numit Bonu(s), și situată undeva în cartierul modern Sirkeci⁠(d). În sfârșit, ultima poartă a zidului Cornului de Aur a fost Poarta lui Eugenius (Πόρτα τοῦ Ἐυγενίου , Porta tou Eugeniou), care ducea către portul Prosphorion. În imediata apropiere se afla Turnul lui Eugenius sau Kentenarion din secolul al IV-lea, de care marele lanț care închidea intrarea în Cornul de Aur a fost legat și suspendat. Poarta a fost numită și Marmaroporta (Μαρμαροπόρτα, „Poarta de marmură”), deoarece era acoperită cu marmură și avea o statuie a împăratului Iulian . Este de obicei identificat cu otomanul Yalıköșkü Kapısı și a fost distrus în 1871.

### Zidul Propontis

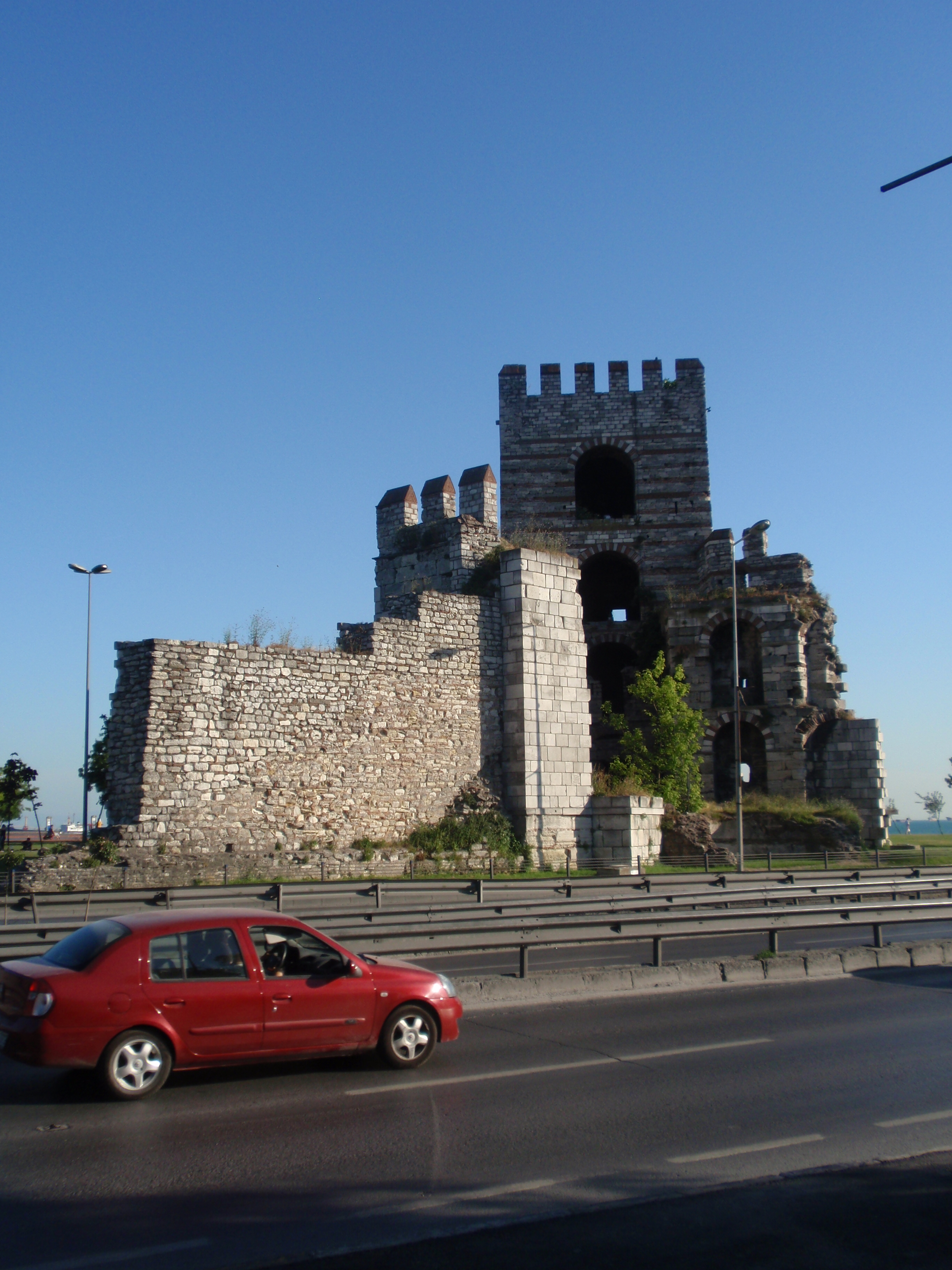
Turnul de marmură, la intersecția zidului marin Propontis cu zidurile teodosiene

Zidul Propontis a fost construit aproape de țărm, cu excepția porturilor și cheiurilor. Acesta a avut o înălțime de 12-15 metri, conținea treisprezece porți și 188 de turnuri și o lungime totală de aproape 8.460 metri, cu încă 1.080 metri cuprinzând peretele interior al portului Vlanga. Mai multe secțiuni ale zidului au fost avariate în timpul construcției drumului de coastă Kennedy Caddesi⁠(d) (Bulevardul Kennedy) în 1956–57. Apropierea zidului de mare și curenții puternici ai Mării Marmara au făcut ca țărmurile estice și sudice ale peninsulei să fie relativ ferite de atac, dar, dimpotrivă, zidurile au trebuit protejate împotriva mării în sine: un spărgător de bolovani a fost plasat în fața acestora. din baza lor, iar puțuri din marmură au fost folosite ca legături în baza pereților pentru a le spori integritatea structurală. De la capela de la marginea vechii acropole a orașului (cartierul Sarayburnu⁠(d) modern, în punctul Seraglio), spre sud și vest până la Turnul din Marmură, Zidul Propontis și porțile sale erau în următoarea ordine, după cum urmează:

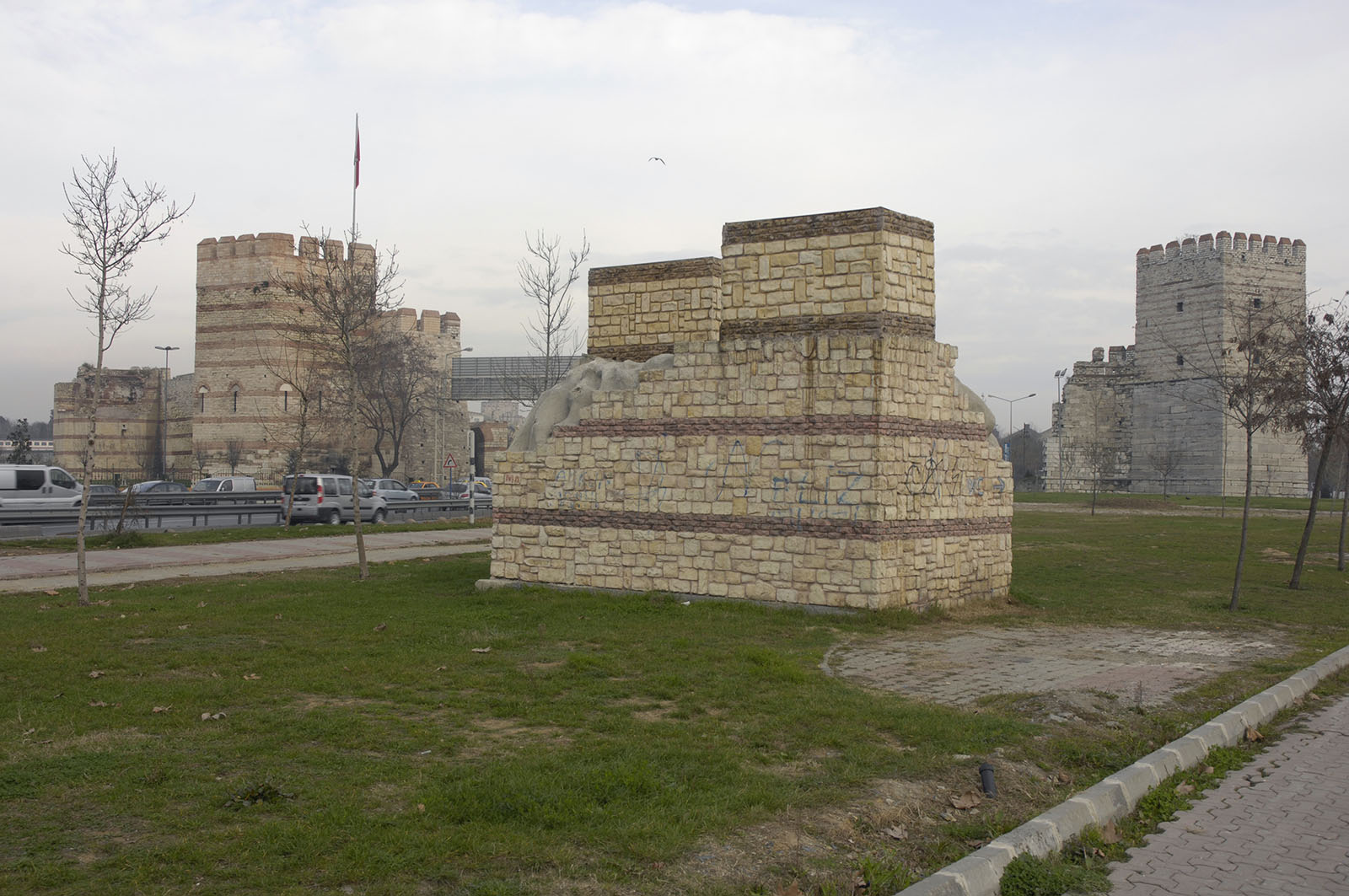
Turnul din Marmură din dreapta
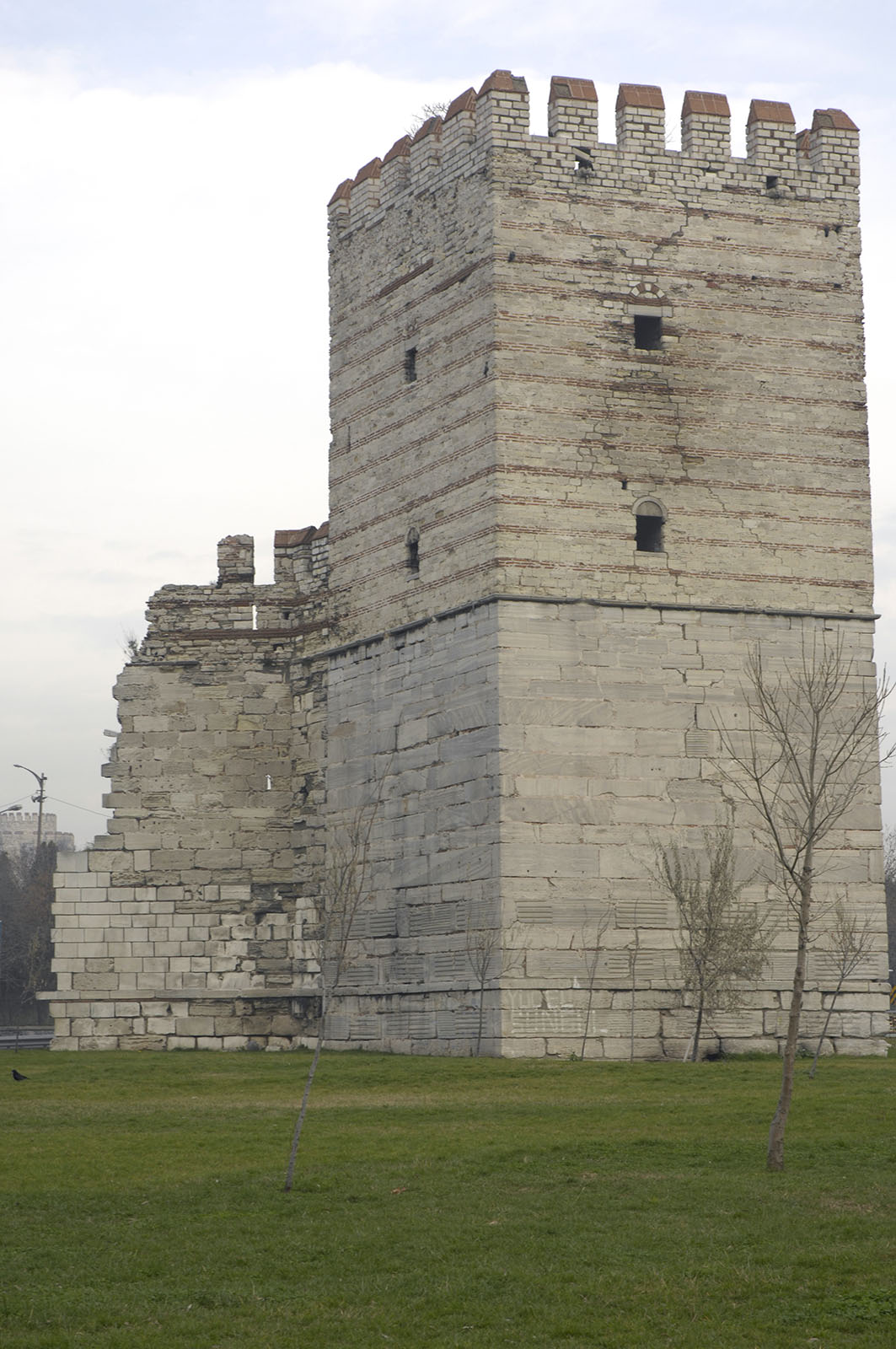
Turnul din Marmură văzut din sud
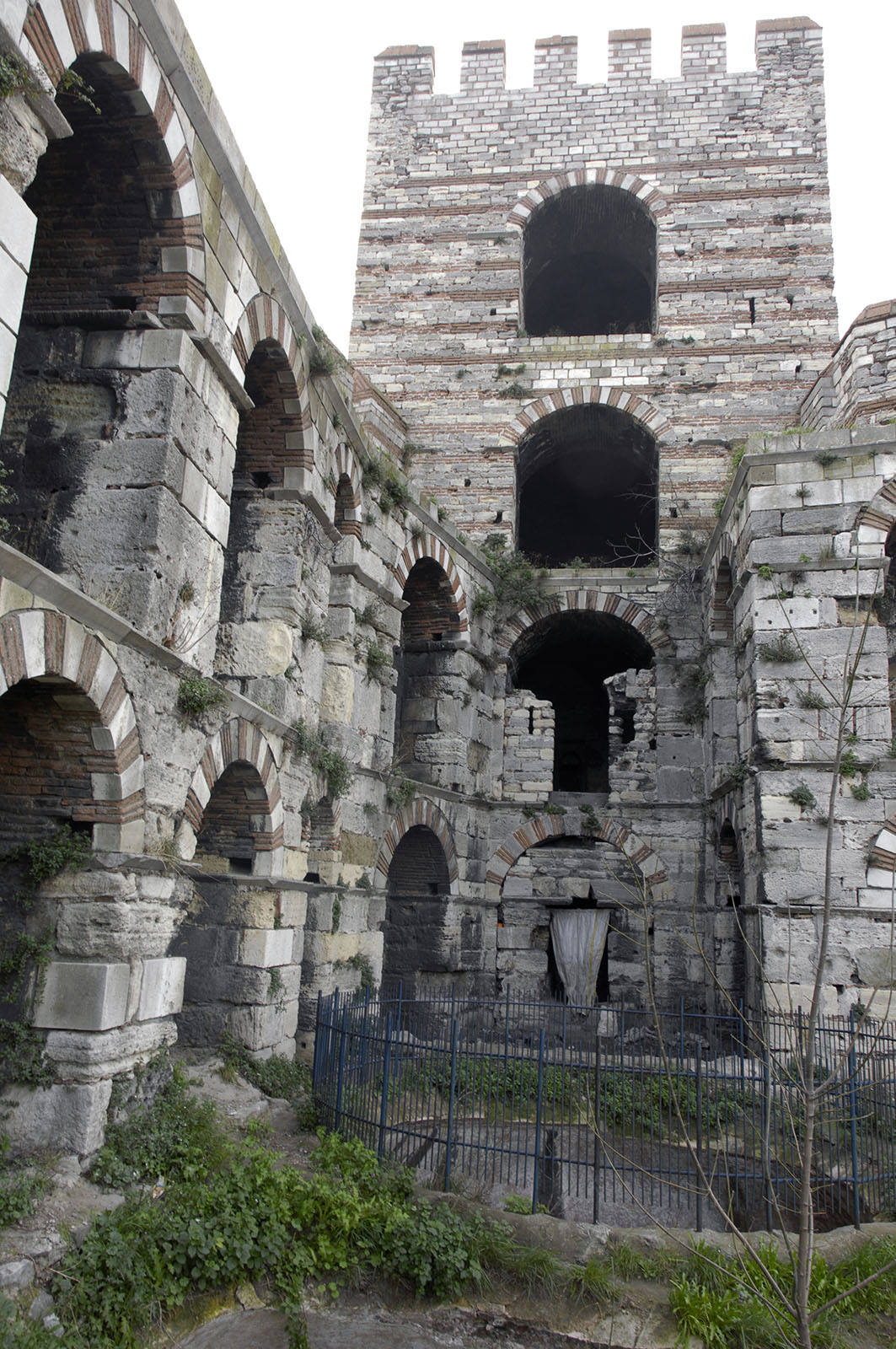
Structura de legătură a Turnului din Marmură
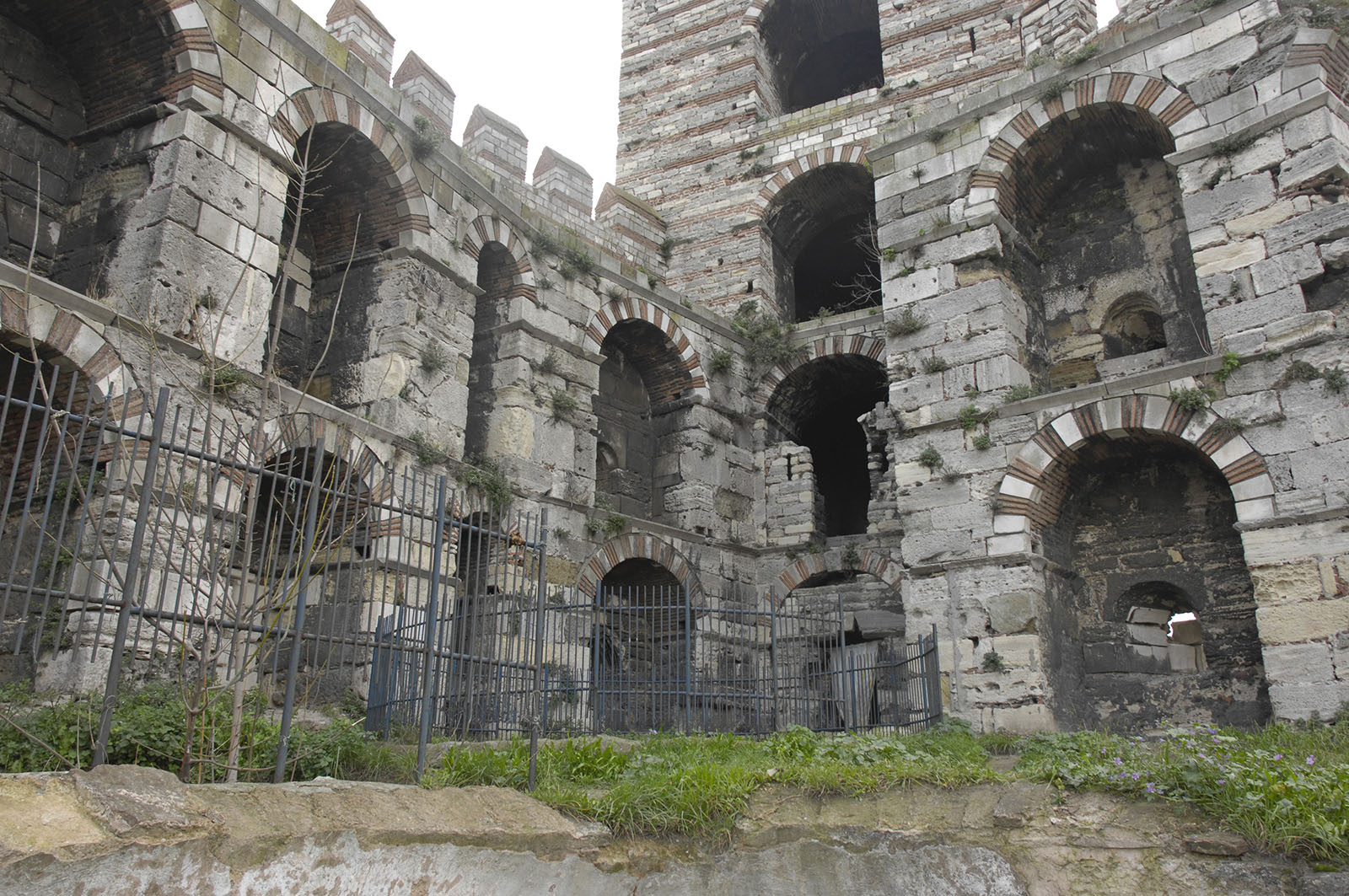
Turnul din Marmură
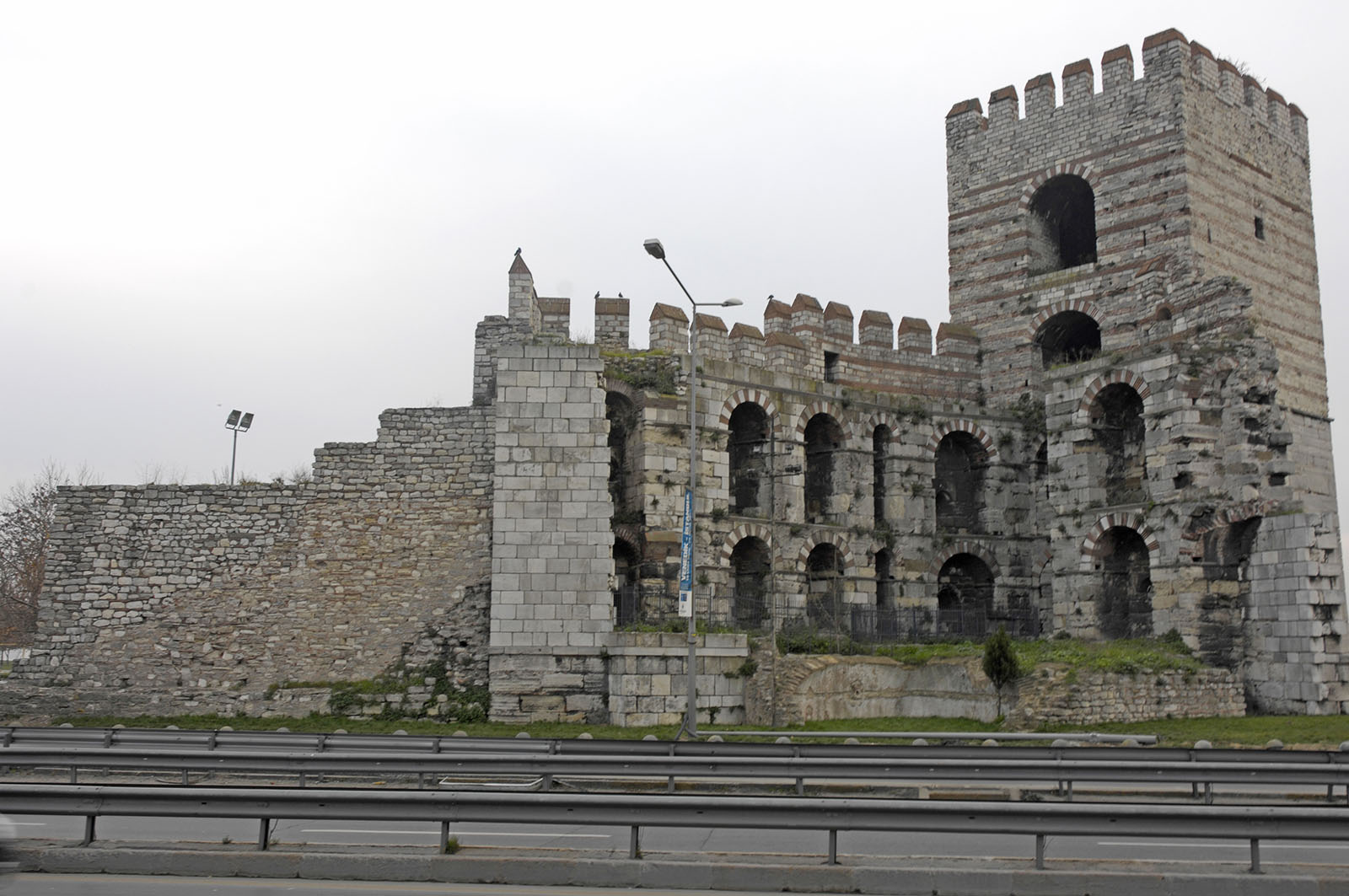
Turnul din Marmură văzut dinspre Bulevardul Kennedy

Prima poartă, acum demolată, a fost Poarta de Est (Ἑῴα Πύλη , Heōa Pylē) sau Poarta Sf. Barbara (Πύλη τῆς μάρτυρος Βαρβάρας , Pylē tēs martyros Barbaras) numitădupă o biserică din apropiere, în turcă Top Kapısı („Poarta tunului”), de la care și-a primit numele Palatul Topkapı.
Unică printre porțile de la mare, la fel ca Poarta de Aur, era flancată de două turnuri mari din marmură albă, care în 1816 a fost folosită pentru a construi în apropiere chioșcul de marmură al sultanului Mahmud II. De două ori a fost folosită ca punct de intrare pentru întoarcerea triumfală a unui împărat: în 1126, când Ioan al II-lea Comnenul s-a întors după recucerirea orașului său Kastamonu și, în 1168, când Manuel I Comnen s-a întors din campania sa victorioasă împotriva Ungariei .
Urmează poarta cunoscută în turcă sub numele de Değirmen Kapı („Poarta [piatră] de moară”), al cărei nume bizantin nu este cunoscut. În apropiere și spre nordul său se afla marele Turn Mangana, care era menit să apare capătul lanțului, planificat (dar probabil niciodată instalat cu adevărat) de Manuel I Comnen pentru a închide Bosforul, celălalt capăt fiind la un turn ridicat pe insula Turnul Fecioarei (Kız Kulesi) de pe Chrysopolis (Üsküdar⁠(d)), cunoscut sub numele de Damalis (Δάμαλις) sau Arkla (Ἄρκλα) în vremurile bizantine.
Următoarea poartă este acum cunoscută sub numele de Demirkapı („Poarta de fier”) și este o structură din epoca otomană. Nu se cunoaște un nume grecesc și nu se știe dacă o poartă se găsea acolo în vremurile bizantine. În spatele acestor două porți se întindea cartierul Mangana (Μάγγανα, „Arsenal“), cu numeroasele sale mănăstiri, dintre care cele mai faimoase au fost cele ale Sf . Gheorghe de Mangana, Biserica lui Hristos Philanthropos și a lui Theotokos Hodegetria precum și Palatul Mangana⁠(d). Patru poterne mici, două câte două, se găsesc la marginea sudică a cartierului Mangana și probabil au deservit numeroasele biserici din zonă. Au fost menționate în scris numele, dar nu și identitatea, a două dintre acestea, Poterna Sfântului Lazăr (πυλὶς τοῦ ἁγίου Λαζάρου, pylis tou hagiou Lazarou) și Poarta Mică (, mikra pylē tēs Hodēgētrias), ambele numite după mănăstirile respective aflate în apropierea lor. De asemenea, este probabil ca una să fie identificată cu Poterna lui Mihail Protovestiarios⁠(d) (παραπυλὶς τοῦ Μιχαὴλ τοῦ πρωτοβεστιαρίου, parapylis tou Michaēl tou prōtovestiariou).

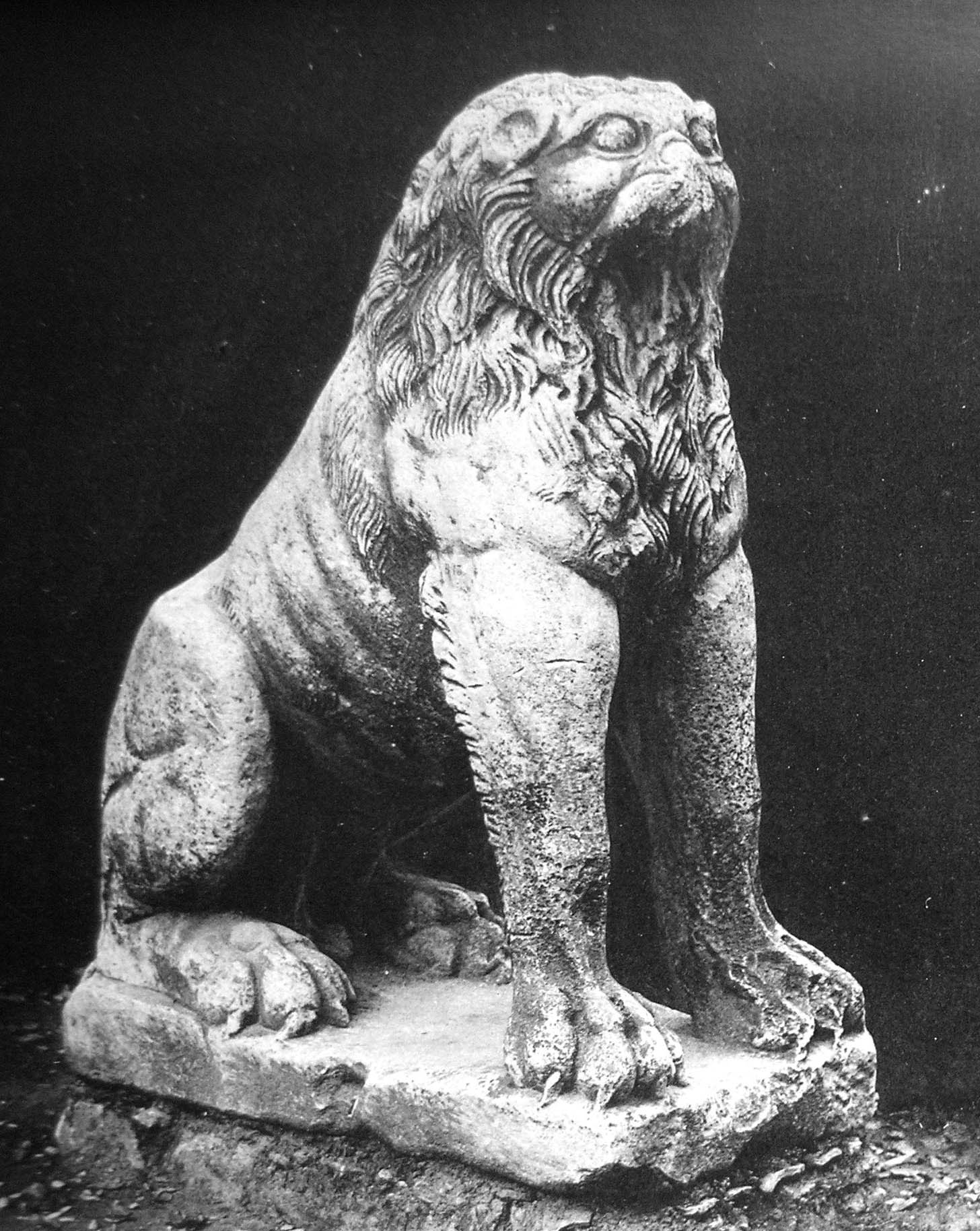
Unul dintre leii din marmură care flanchează intrarea în portul Palatului Boukoleon sau Bucoleon.

Spre sud, în punctul în care țărmul se întoarce spre vest, se află încă două porți, Balıkhane Kapısı („Poarta Casei de Pește”) și Ahırkapısı („Poarta grajdului”). Numele lor au fost date după clădirile din interiorul Palatului Topkapı spre care duceau. Numele lor bizantine nu sunt cunoscute. Următoarea poartă, aflată în colțul de sud-est al orașului, era poarta Palatului imperial Boukoleon, cunoscută în epoca bizantină sub numele de Poarta Leului (Gk. Πόρτα Λέοντος, Porta Leontos, în latină Porta Leonis) după leii din marmură care au flancat intrarea sa, precum și Poarta Ursului (πόρτα τῆς ἀρκούδας, porta tēs arkoudas). În turcă este cunoscută sub numele de Çatladıkapı („Poarta spartă”).
La vest de Palatul Bucoleon s-a aflat Biserica Sfinților Serghie și Vah și primul dintre porturile țărmului sudic al orașului, portul Sofia, numit după soția împăratului Iustin al II-lea (domnie 565-578) și cunoscut inițial sub numele de Portul Iulian. O mică poternă este situată în fața bisericii, în timp ce prima poartă mai mare, Poarta Sofiei (Πόρτα τῶν Σοφιῶν, Porta tōn Sophiōn) sau Poarta de fier (Πόρτα Σιδηρᾶ, Porta Sidēra), duce către port. În limba turcă, este cunoscută sub numele de Kadırgalimanı Kapısı, „Poarta portului de galere”. Apoi se găsea Poarta Kontoskalion (Πόρτα τοῦ Κοντοσκαλίου), Kumkapısı de astăzi („Poarta nisipului”), care ducea către portul bizantin târziu cu același nume, destinat să înlocuiască lungul port înălțat al Sofiei.
Următorul port dinspre apus este marele port al lui Eleutheriu sau Teodosie, în zona cunoscută sub numele de Vlanga. Porturile sunt acum îngrămădite și cunoscute sub numele de parcul Langa Bostan. În estul portului, în apropiere, se află poarta cunoscută în limba turcă sub numele de Yenikapı („Poarta nouă”). O inscripție în latină comemorează repararea sa după cutremurul din 447. Este de obicei identificată cu Poarta Evreiască din vremurile bizantine târzii. Imediat spre vest, după port, se află următoarea poartă, Davutpașa Kapısı („Poarta lui Davut Pașa”), de obicei identificată cu Poarta Sfântului Aemilianus (Πόρτα τοῦ ἀγίου Αἰμιλιανοῦ , Porta tou hagiou Aimilianou), despre care se știe că se afla la intersecția zidului mării cu Zidul Constantinian original al orașului. Această idee este contestată de Janin, deoarece joncțiunea zidurilor a avut loc considerabil spre vest de la locația porții moderne.
Mai spre vest, unde țărmul se întoarce brusc spre sud, se afla Poarta Psamathia (Πόρτα τοῦ Ψαμαθᾶ/Ψαμαθέως, Porta tou Psamatha/Psamatheos), moderna Samatya Kapısı, care duce la suburbia⁠(d) cu același nume. Mai la sud și vest se află poarta cunoscută astăzi sub numele de Narlıkapı („Poarta Rodiei”). Numele ei bizantin nu este cunoscut, dar este proeminentă datorită apropierii sale de faimoasa mănăstire Stoudios.

## Garnizoane ale orașului
Pe parcursul întregii existențe a Imperiului Bizantin, garnizoana orașului a fost destul de mică: gărzile imperiale și forța mică de pază a orașului (pedatoura sau kerketon) sub comanda unui prefect urban⁠(d) (Praefectus urbi) erau singura forță armată permanentă disponibilă. Orice amenințare asupra orașului trebuia să fie mai întâi neutralizată de armatele din provincii, înainte ca dușmanul să se poată apropia de orașul însuși. În perioadele grele, cum a fost cutremurul din 447 sau raidurile avarilor de la începutul secolului al VII-lea, populația generală, organizată în bresle și în fracțiunile Hipodromului, era recrutată și înarmată sau era transformată în trupe suplimentare ale armatele din provincii.
În primele secole, garda imperială a fost alcătuită din unitățile Excubitores⁠(d) (santinele) și Scholae Palatinae⁠(d), ultimii au degenerat cu timpul în formațiuni terestre de paradă.  În aceeași perioadă, Iustinian al II-lea a format primele noi unități de pază pentru a proteja incinta palatului imperial, în timp ce în secolul al VIII-lea împărații, confruntați cu revolte succesive ale armatelor din theme și urmând politici iconoclaste profund nepopulare, au fondat tagmata imperială ca o forță de elită loială lor. Întrucât tagmata a fost adesea folosită pentru a forma nucleul armatelor expediționale imperiale, acestea nu erau întotdeauna prezente în sau în apropierea orașului. Doar două dintre acestea, Noumeroi și Teicheiōtai, unitățile de pază ale palatului înființate de Iustinian al II-lea, au rămas permanent staționate în Constantinopol, cu garnizoane în jurul cartierului palatului sau în diferite locuri, cum ar fi bisericile dezafectate din capitală. Unitățile prezente în oraș nu au fost niciodată foarte numeroase, numărând câteva mii de soldați, dar erau întărite de mai multe detașamente staționate în jurul capitalei, în Tracia și Bitinia.
Dimensiunea redusă a garnizoanei orașului s-a datorat temerii împăraților și a populației deopotrivă față de o mare forță militară permanentă, atât de teama unei răscoale militare, cât și din cauza poverii financiare considerabile pe care ar presupune-o întreținerea sa. Mai mult, o forță mare era în mare parte inutilă, din cauza securității inerente oferite de zidurile orașului. După cum a remarcat istoricul John Haldon⁠(d), „cu condiția ca porțile să fie securizate și apărarea să aibă o forță minimă, orașul a fost în siguranță împotriva forțelor foarte mari în perioada de dinaintea apariției prafului de pușcă”.

## Fortificații în jurul Constantinopolului

### Zidul Anastasian

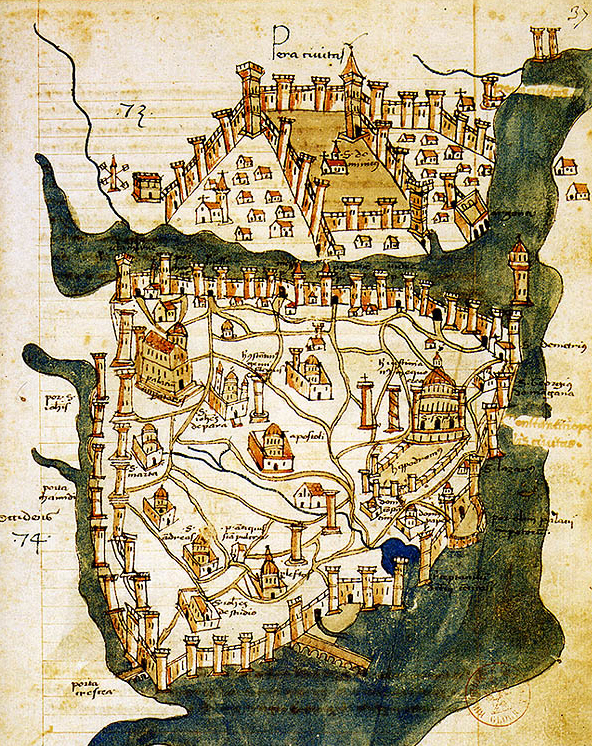
Cea mai veche hartă a Constantinopolului care a supraviețuit, a lui, din 1422. Fortificațiile din Constantinopol și din Galata, pe malul nordic al Cornului de Aur, sunt prezentate în mod vizibil. Este reprezentat și șanțul de apă din fața zidurilor teodosiene de la capătul vestic al orașului, precum și Turnul Fecioarei din mijlocul Bosforului.

Mai multe fortificații au fost construite în diferite perioade în vecinătatea Constantinopolului, făcând parte din sistemul său defensiv. Primul și cel mai mare dintre acestea este Zidul Anastasian lungă de 56 km (gr. τεῖχος Ἀναστασιακόν, teichos Anastasiakon) sau Zidul Lung (μακρὸν τεῖχος, makron teichos ori μεγάλη Σοῦδα, megalē Souda), construit la mijlocul secolului al V-lea ca o apărare exterioară a Constantinopolului, aproximativ la 65 km vest de oraș. Era gros de 3,30 m și cu peste 5 m înălțime, dar eficacitatea sa a fost aparent limitată și a fost abandonat la un moment dat în secolul al VII-lea din cauza lipsei resurselor pentru întreținere și a oamenilor de pază. În secolele după construcția sa, materialele au fost folosite la clădirile locale, dar mai multe părți, în special în secțiunile centrale și nordice au supraviețuit.
În plus, între Zidul Anastasian și orașul însuși, se găseau câteva orașe mici și cetăți, precum Selymbria, Regiunea sau marea suburbie Hebdomon („A Șaptea”, Bakırköy⁠(d), numită astfel deoarece se găsea la distanța de șapte mile romane de Milion (monument)⁠(d), „kilometrul zero” al orașului), locul principalelor tabere militare. Dincolo de zidurile lungi, orașele Bizye⁠(d) și Arcadiopolis păzeau ținuturile nordice. Aceste așezări au fost situate strategic de-a lungul principalelor rute către oraș și au format apărările exterioare ale Constantinopolului de-a lungul istoriei sale, servind la adunarea forțelor, confruntării cu invaziile inamice sau cel puțin câștigând timp pentru ca apărarea capitalei să fie pusă în ordine. Este remarcabil faptul că, în timpul asediului final otoman, mai multe dintre ele, precum Selymbria, s-au predat abia după căderea Constantinopolului. În Asia Mică, acest rol a fost îndeplinit de orașele Niceea și Nicomedia și de marea tabără de câmp de la Malagina⁠(d).

### Zidurile din Galata
Galata, pe atunci suburbia Sykai⁠(d), a fost o parte integrantă a orașului la începutul secolului al V-lea: Notitia Urbis Constantinopolitanae⁠(d) din cca. 425 o numește ca a 13-a regiune a orașului. Probabil a fost fortificată cu ziduri în secolul al V-lea, iar sub conducerea lui Iustinian I i s-a acordat statutul de oraș. Așezarea a intrat în declin și a dispărut după secolul al VII-lea, lăsând doar marele turn (kastellion tou Galatou) din modernul Karaköy⁠(d), care păzea lanțul care se bloca gura Cornului de Aur. După jefuirea orașuluiui din 1204, Galata a devenit un cartier venețian, iar mai târziu o colonie extrateritorială genoveză, efectiv în afara controlului bizantin. În ciuda opoziției bizantine, genovezii au reușit să-și înconjoare cartierul cu un șanț, iar prin unirea caselor lor de forma unor castele cu ziduri au creat primul zid în jurul coloniei. Turnul Galata, numit atunci Christea Turris („Turnul lui Hristos”), și o altă întindere de ziduri la nordul său au fost construite în 1349. Au urmat alte expansiuni în 1387, 1397 și 1404, ceea ce a dus la acoperirea unei suprafațe mai mari decât cea alocată inițial lor, care se întindea de la cartierul modern Azapkapı la nord până la Șișhane, de acolo la Tophane și de acolo la Karaköy. După cucerirea otomană, zidurile au fost menținute până în anii 1870, când majoritatea au fost demolate pentru a facilita extinderea orașului. Astăzi doar Turnul Galata, vizibil din cea mai mare parte a Constantinopolului istoric, rămâne intact, alături de câteva fragmente mai mici.

### Cetățile Anadolu și Rumeli

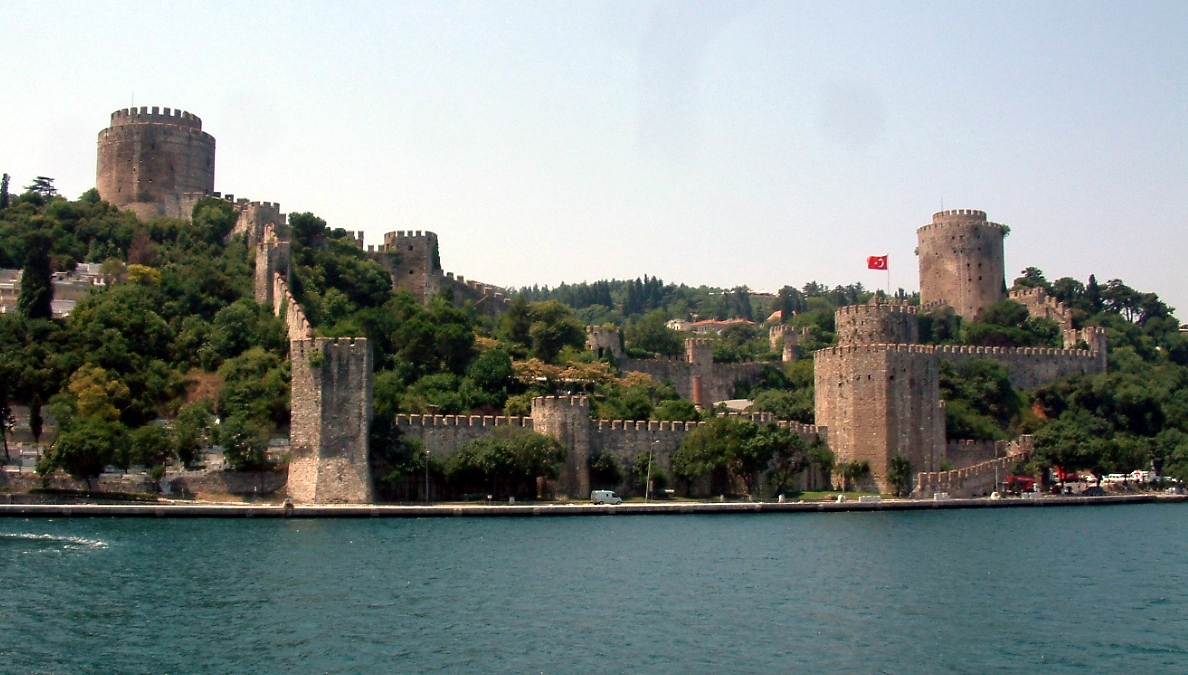
Cetatea Rumelihisarı, văzută din Bosfor

Cetățile gemene Anadoluhisarı⁠(d) și Rumelihisarı⁠(d) se află în nordul Istanbulului, în cel mai îngust punct al Bosforului. Au fost construite de otomani pentru a controla această cale navigabilă vitală în pregătirea atacului lor final asupra Constantinopolului. Anadoluhisarı (din turcă „Cetatea Anatoliei”), numită și Akçehisar sau Güzelcehisar („frumoasa fortăreață”) în vremurile anterioare, a fost construită de sultanul Baiazid I în 1394 și a fost formată inițial dintr-un turn de veghe înalt de 25 m înălțime, aproximativ pentagonal, înconjurat de un zid. Mult mai mare și mai elaborată, Rumelihisarı („Cetatea Rumeliei ”) a fost construită de sultanul Mehmed al II-lea în puțin peste patru luni, în 1452. Cetatea este formată din trei turnuri mari și unul mic, conectate printr-un zid întărit cu 13 turnuri de veghe mai mici. Atunci când sunt văzute din aer, zidurile și turnurile sunt așezate corespunzător pentru a scrie cuvântul Mahomed cu litere arabe. Datorită tunurile montate pe turnurile sale principale, fortul le-a dat otomanilor controlul complet asupra trecerii navelor prin Bosfor, rol evocat în mod clar de numele său original, Boğazkesen (ceea ce în limba turcă are o dublă semnificație: „blocarea strâmtorii” și „tăierea gâtului”). Numele grecesc, Laimokopia, are același sens dublu. După cucerirea Constantinopolului, a servit ca punct de control vamal și închisoare, în special pentru ambasadorii statelor aflate în război cu Imperiul. După ce a suferit pagube importante în cutremurul din 1509, cetatea a fost reparată și a fost folosită continuu până la sfârșitul secolului al XIX-lea.